# Geschichte der Gartenkunst
Die Geschichte der Gartenkunst beschreibt die Entwicklung der Gartenkunst von der Vorgeschichte und dem Altertum bis in die Neuzeit.

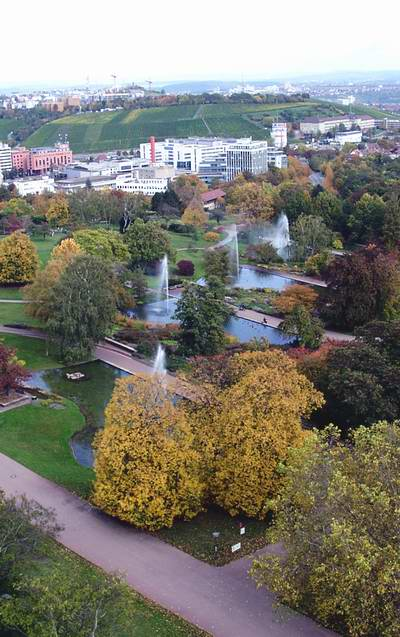
Blick über eine Parkanlage (Killesberg)

Unter Gartenkunst versteht man die künstlerische und landschaftsarchitektonische Gestaltung begrenzter privater oder öffentlicher Freiräume durch Pflanzen, Wege, Anschüttungen, Planierungen, Architekturelemente, Wasserspiele oder Skulpturen, wobei die Art der Gestaltung Ausdruck einer bestimmten Stilrichtung von Ästhetik, Kunst, Kultur und Architektur einer Epoche ist oder künstlerische Kreativität darstellt.
M. Conan weist darauf hin, dass die Idee des Gartens als Kunstwerk eine westliche Idee ist, die mit der Renaissance und dem Barock entstand. „Garten-Geschichte zwingt dem Verständnis anderer kultureller Traditionen einen westlichen Rahmen auf.“ Sie ist zudem vor allem mit den Gärten der herrschenden Klasse verbunden, die der Repräsentation dienten. Islamische Gärten dagegen feierten den Genuss von Gottes Schöpfung. Insofern mache sich die Gartengeschichtsschreibung hier des Orientalismus schuldig.
Über weite Strecken ist die Geschichte der Gartenkunst, quellenbedingt, nur die Geschichte herrschaftlicher Gärten. Gärten zur Nahrungsmittelproduktion waren der Aufmerksamkeit der Gartenhistoriker nicht würdig und galten nicht als Kunstwerk. Der sogenannte Bauerngarten bildet nur scheinbar eine Ausnahme, da er in seiner dokumentierten Form ein Kunstprodukt der Oberschicht darstellt. Für Francis Bacon (1625) war Gott der erste Gärtner, er soll den Garten Eden angelegt haben. Gartenkunst wurde und wird sowohl von Frauen als auch Männern betrieben.

## Urgeschichte
Es wird angenommen, dass urgeschichtliche Anbauflächen bis zur Einführung des Pfluges sehr klein waren und intensiv mit Hacken o. ä. bearbeitet wurden. Amy Bogaard bezeichnet diese Anbauform daher als Gartenbau.

## Gartenkunst im Altertum

### Die Gartenkunst im Alten Ägypten

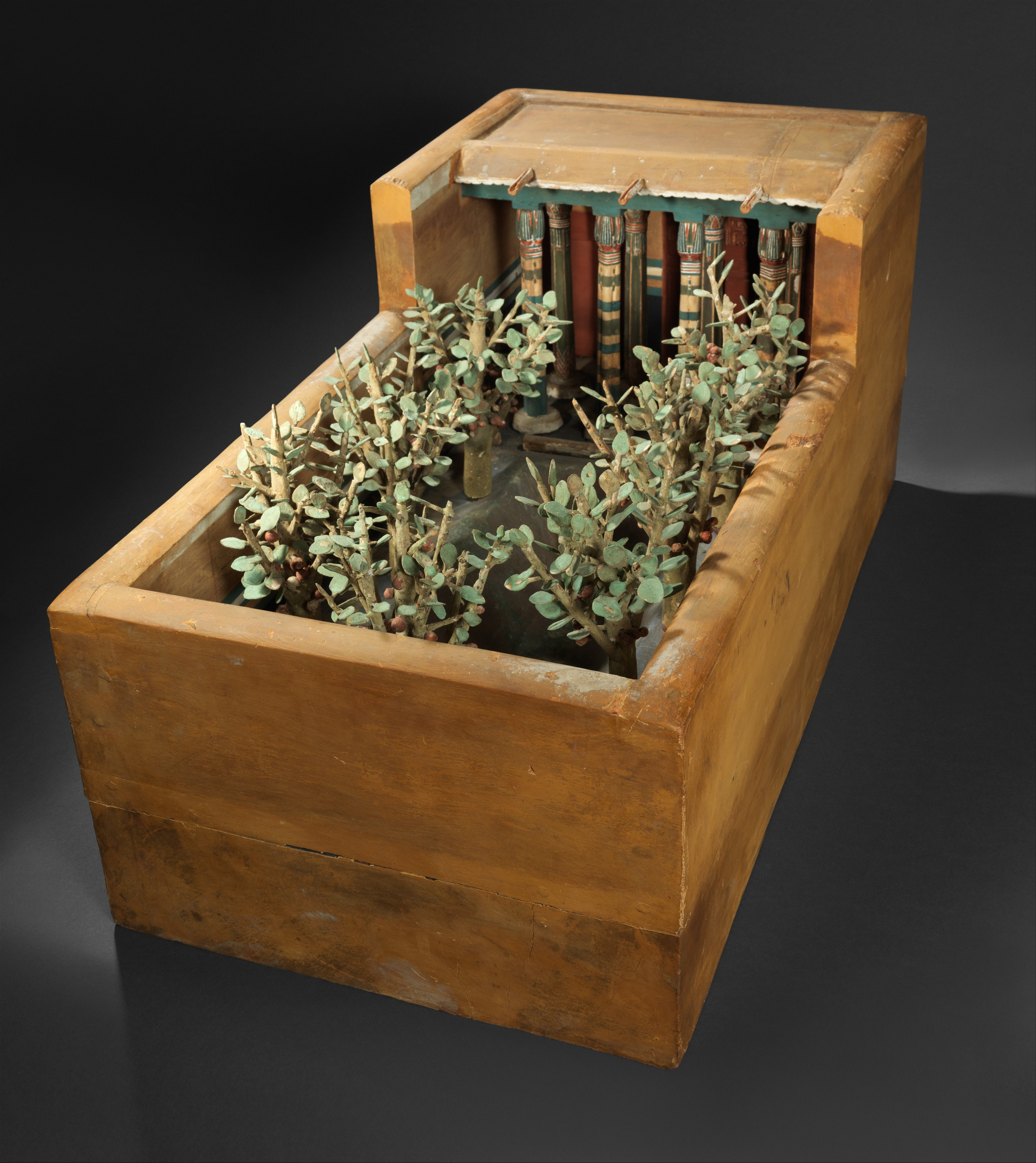
Gartenmodell aus dem Grab des Meketre

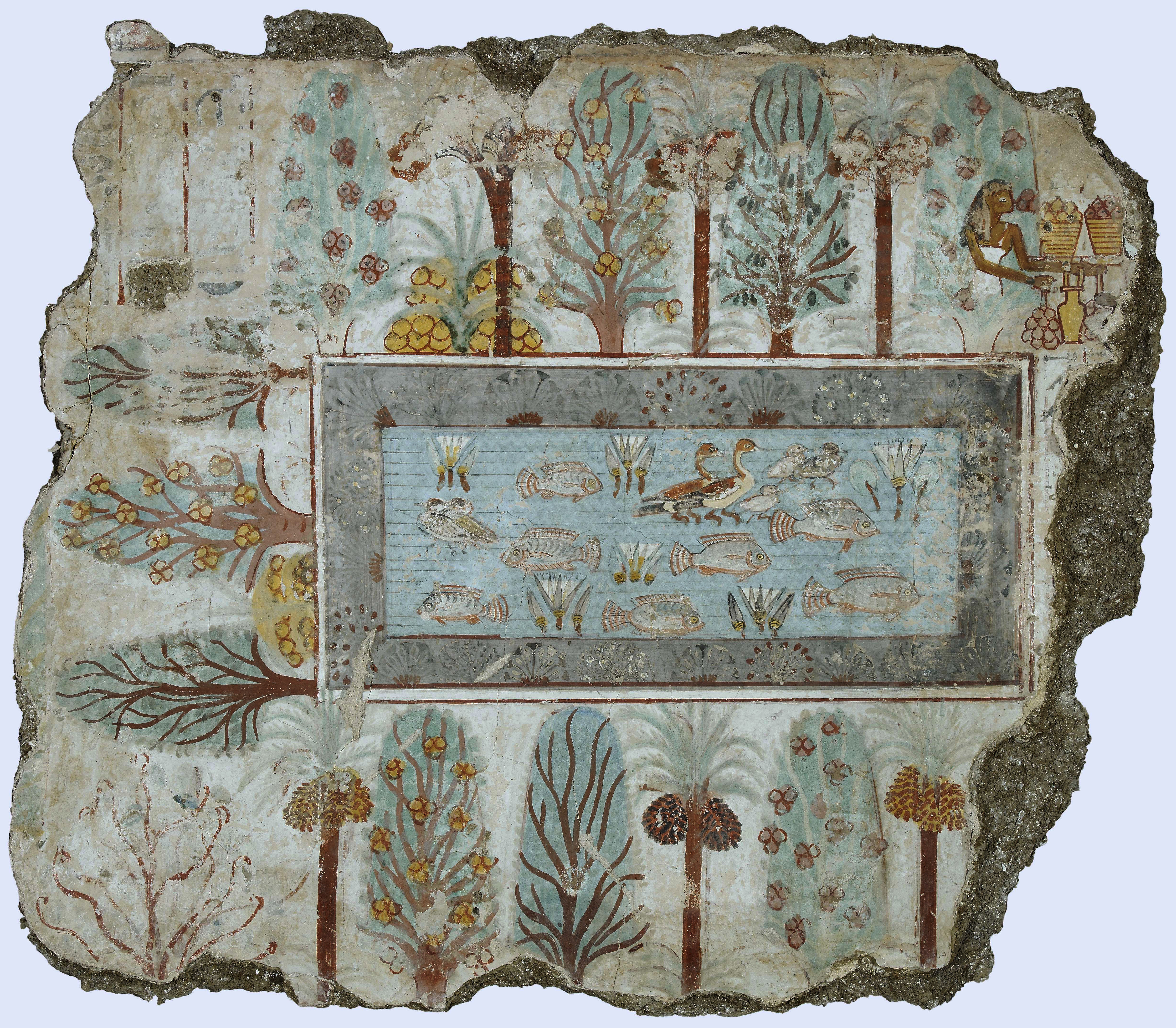
Gartendarstellung aus der Grabkapelle des Nebamun

Aufgrund der umfangreichen archäologischen Ausgrabungen, Grabinschriften und Wandmalereien ist die Entwicklung der Gartenkunst im Alten Ägypten gut dokumentiert. Überliefert ist beispielsweise ein kleines Gartenmodell aus dem Grab des Meketre, einem Kanzler des Pharaos Mentuhotep II. (2061–2010 v. Chr.). Daher wissen wir, dass die Pyramiden, die heute in der Wüste stehen, einst von umfangreichen Gartenanlagen umgeben waren. Der religiöse Kult sah Blumen-, Speise- und Getränkeopfer zu Ehren der Toten und der Götter vor, so dass rund um die Tempel und Gräber Gartenanlagen gebaut wurden. In der Zeit von Ramses III. sind 513 Tempelgärten nachgewiesen. In diesen Gärten, die der Wüste mühselig abgerungen wurden, hatten künstlich angelegte Teiche zentrale Bedeutung. Weinlauben, Alleen, Gemüse- und Blumenbeete umgaben diese in streng symmetrischer Anordnung.
Den Höhepunkt erreichte die altägyptische Gartenkunst während des Neuen Reiches zwischen 1550 und 1080 v. Chr.

### Die Gärten der Assyrer und Babylonier
Bereits die Sumerer unterschieden zwischen Nutz- und Ziergarten.
Stephanie Dalley führt ein babylonisches Gedicht über den Streit zwischen der Dattelpalme und der Tamariske als älteste Beschreibung eines mesopotamischen Königsgartens an. Darin wird beschrieben, wie der König zwei Bäume, Tamariske und Dattelpalme, pflanzt. In dem Schatten derselben finden Mahlzeiten und Versammlungen statt, Musik wird gespielt und der König empfängt seine Untertanen. Er isst die Früchte der Dattelpalme, die verbleibenden Früchte erhält der Gärtner und aus dem Holz der Tamariske werden Möbel, Trinkschalen und Gerätschaften wie der Webstuhl gefertigt.
Im Palast von Mari waren mehrere Gärtner beschäftigt. Keilschriftfunde belegen, dass der König von Mari und sein Gefolge Mahlzeiten im Garten einnahmen, der sich wohl in einem Innenhof befand. In dem Palast von Ugarit aus dem 14. Jahrhundert wurde ein Innenhof mit Wasserbecken ausgegraben, die Erde am Rand des Hofes war locker und wird von dem Ausgräber als Beleg für Pflanzungen von Blumen oder Büschen gedeutet. Inschriften belegen, dass in den Palastgärten Opfer für Reschef dargebracht wurden.
Die assyrischen Königsgärten waren Landschaftsgärten, die bewaldete Hügel mit Wasserläufen nachahmten. Sie werden in den Inschriften mit dem Amanus verglichen.
Auf Inschriften haben assyrische Herrscher Hinweise auf ihre Gärten hinterlassen. So rühmt sich Tukulti-apil-ešarra I. (1115–1077 v. Chr.) üppiger Gärten. Er legte einen Wildpark an, in dem er exotische Tiere hielt, die er als Tribut erhalten hatte, darunter ein Krokodil, einen weiblichen Affen und einen Yak. Verschiedene Arten von Rehen, Gazellen und Steinböcke hatte er im Gebirge gejagt und in diesen Garten gebracht, „wie eine Schafherde“. In seinen Obstgärten baute er Bäume aus den neueroberten Landesteilen an, die seinen Vorvätern unbekannt gewesen waren. Er erwähnt Zeder, Buchsbaum und Kanisch-Eiche. Er bereicherte auch die Obstgärten von Assyrien um neue Arten. In Nimrud fand sich eine Stele, die den königlichen Garten des Aššur-nâṣir-apli II. (883–859 v. Chr.) beschreibt. Um ihn anzulegen, ließ er einen Kanal graben, der Wasser vom kleinen Zab heranführte. Er bewässerte Wiesenflächen am Tigris. Aššur-nâṣir-apli ließ Obstgärten anlegen, in denen alle Fruchtbäume der Umgebung wuchsen. Außerdem ließ er Pflanzen aussetzen, die er auf seinen Feldzügen gefunden hatte: verschiedene Arten von Fichten, Zypressen und Wacholder, Mandeln, Datteln, Ebenholz, Rosenholz, Ölbäume, Eichen, Tamarisken, Walnuss, Terebinthen, Eschen, Granatäpfel, Birnen, Quitten, Feigen und Wein. Das Wasser des Kanals „Der Überfluß“ strömte von oben in die Gärten. Der König lobt die Wohlgerüche des Gartens und beschreibt, dass er hier „Früchte sammelt wie ein Eichhörnchen“, ein Bild, das sich schwer mit der sonst sehr gravitätischen Darstellung des Königs vereinbaren lässt.
Ein Relief des Aššur-bāni-apli zeigt den Garten des Sîn-aḫḫe-eriba. Er liegt auf einem Berg und ist von Kanälen durchzogen und von vielerlei Bäumen bewachsen. Auf dem Gipfel des Berges befindet sich ein Pavillon (bîtan) oder Palast.
Der Palastgarten Sargons enthielt einen Teich.
Eine Keilschrifttafel im Britischen Museum, London, zählt die Pflanzen im Garten des babylonischen Königs Marduk-Apla-Iddina II. (721–710 v. Chr.) auf. Ein im Britischen Museum befindliches Relief des letzten bedeutenden Königs des Assyrisches Reiches, Aššur-bāni-apli (668–627 v. Chr.) aus dem Nordpalast in Niniveh, vermittelt einen Eindruck eines assyrischen Lustgartens: an den Bäumen hängen die Köpfe erschlagener Feinde. Ferner sind Musikanten mit Saiteninstrumenten und ruhende Löwen abgebildet. Folgende Pflanzen wurden identifiziert: Dattelpalmen, Koniferen, Weinreben, eine sonnenaugenähnliche Pflanze, Lilien und eine Mandragora.
Auf anderen Reliefs aus demselben Palast (Raum S) sind eine Dienerin dargestellt, die Lilien pflückt, und eine Dienerin, die Lilien in einem Rohrkorb transportiert.
Die Hängenden Gärten von Babylon, die in der Antike als eines der sieben Weltwunder galten, sind nur aus griechischen Überlieferungen bekannt. Sie konnten bis heute nicht lokalisiert werden. Kai Brodersen vermutet daher, dass sie nur in der Fantasie existierten, Dalley, dass die Palastgärten von Niniveh beschrieben sind.
Aus Phrygien ist im 8. Jh. v. Chr. ein Rosengarten nachgewiesen.

### Persische Königsgärten
Wir kennen altpersische Gärten nur durch griechische Historiker und archäologische Ausgrabungen. Das Buch Ester erwähnt einen Palastgarten, vielleicht mit Pavillon.
In dem Dialog De senectute lässt Cicero Cato den Älteren die von Xenophon überlieferte eine Anekdote über den Besuch des spartanischen Generals Lysander in den Gärten des Kyros († 401) berichten. Er lobt die regelmäßig angelegten Baumpflanzungen und die duftenden Blüten. Dem jüngeren Kyros werden zwei solcher Gartenanlagen zugeschrieben, schattige Alleen und Haine von Platanen, Zypressen und Palmen, zwischen denen die breitblätterige Aloe, Rosengebüsch und zahlreiche Obstbäume, zahlreiche Blumen, zierliche Kioske, schattige Ruhesitze, Springbrunnen, Vogelhäuser und Aussichtstürme verteilt waren (vgl. Paradeisos).
Über das Aussehen sassanidischer Gärten informieren arabische Texte (Beschreibung des Teppichs Bahār-e Kisra), archäologische Ausgrabungen und bildliche Darstellungen.

### Gartenkunst im Alten Griechenland
Vielleicht existierten Gärten bereits in minoischer Zeit, wie Siegelbilder und Fresken nahelegen. Aus Homers Odyssee ist ein zusammenhängender, regelmäßig eingeteilter Obst- (und wohl auch Gemüse-) Garten bekannt. Homers Odyssee beschreibt nie das Essen von Obst und doch machen für den Dichter Birnen, Granatäpfel, Äpfel, Feigen, Oliven und natürlich Weintrauben einen wohlgeplanten Obstgarten aus, ein Garten, der über lange Zeit im Jahr Früchte hervorbringen würde:
Außer dem Hof ist ein großer Garten nahe der Hoftür

An vier Morgen, auf allen Seiten vom Zaun umzogen.

Große Bäume stehen darin in üppigem Wachstum,

Apfelbäume mit glänzenden Früchten, Granaten und Birnen

Und auch süße Feigen und frische, grüne Oliven.

Denen verdirbt nie Frucht, noch fehlt sie winters wie sommers

Während des ganzen Jahres, sondern der stetige Westhauch

Treibt die einen hervor und lässt die anderen reifen.

Birne auf Birne reift da heran und Apfel auf Apfel,

aber auch Traube auf Traube und ebenso Feige auf Feige.

Homer, Odyssee 7,112
Sappho beschreibt einen bewässerten Baumgarten.
Plutarch gibt an, dass Kimon den Athener Marktplatz mit Bäumen bepflanzen ließ. Am dortigen Hephaistos-Tempel wurden Pflanzlöcher für Bäume archäologisch nachgewiesen.

### Gartenkunst im Alten Rom
Als Quellen zum Gartenbau der Römer stehen Abbildungen (Fresken und Mosaike), Texte und die Ergebnisse archäologischer Ausgrabungen zur Verfügung. In Pompeji wurden 625 Gärten ergraben. Wilhelmina F. Jashemski hat weitere Gärten in Tunesien und Algerien ergraben, zum Beispiel in Thuburbo Majus. Sie grub auch die 13 Gärten der Villa der Poppaea Sabina an der Via Sepolcri in Torre Annunziata (Oplontis) aus. An Pflanzen wurden unter anderem Oleander, Lorbeer und ein Zitronenbaum (Citrus limon [L.]) nachgewiesen. Auch römische Blumentöpfe sind archäologisch nachgewiesen.
Zu den wichtigsten Schriftquellen zählt die Naturgeschichte des Plinius. Neben Nahrungsmitteln und Heilpflanzen erwähnt er auch Zierpflanzen. Cicero, Ovid, Martial und Plinius der Jüngere beschreiben Gärten.
In der römischen Literatur trifft man ab dem Ende des 1. Jahrhunderts v. Chr. auf einen dichteren Gartendiskurs. Der Garten wurde zum Spiegel der geistigen Haltung und damit des sozialen Selbstverständnisses seines Besitzers. Für den Stoiker Seneca sind ausgefeilte Gartenanlagen ein Zeichen zunehmender Dekadenz. Die Römer trennten Nutzgärten (Gemüse- und Obstgärten) vom Lustgarten. Das lateinische Wort hortus bezeichnet jedoch sowohl kleine private Nutzgärten als auch die Umgebung kaiserlicher Villen und öffentlich zugängliche Gelände. Römische Häuser in Italien besaßen meist ein Atrium, in dem Pflanzen wuchsen. Atrien fehlen jedoch in anderen Provinzen, wie Nordafrika.

#### Lustgärten

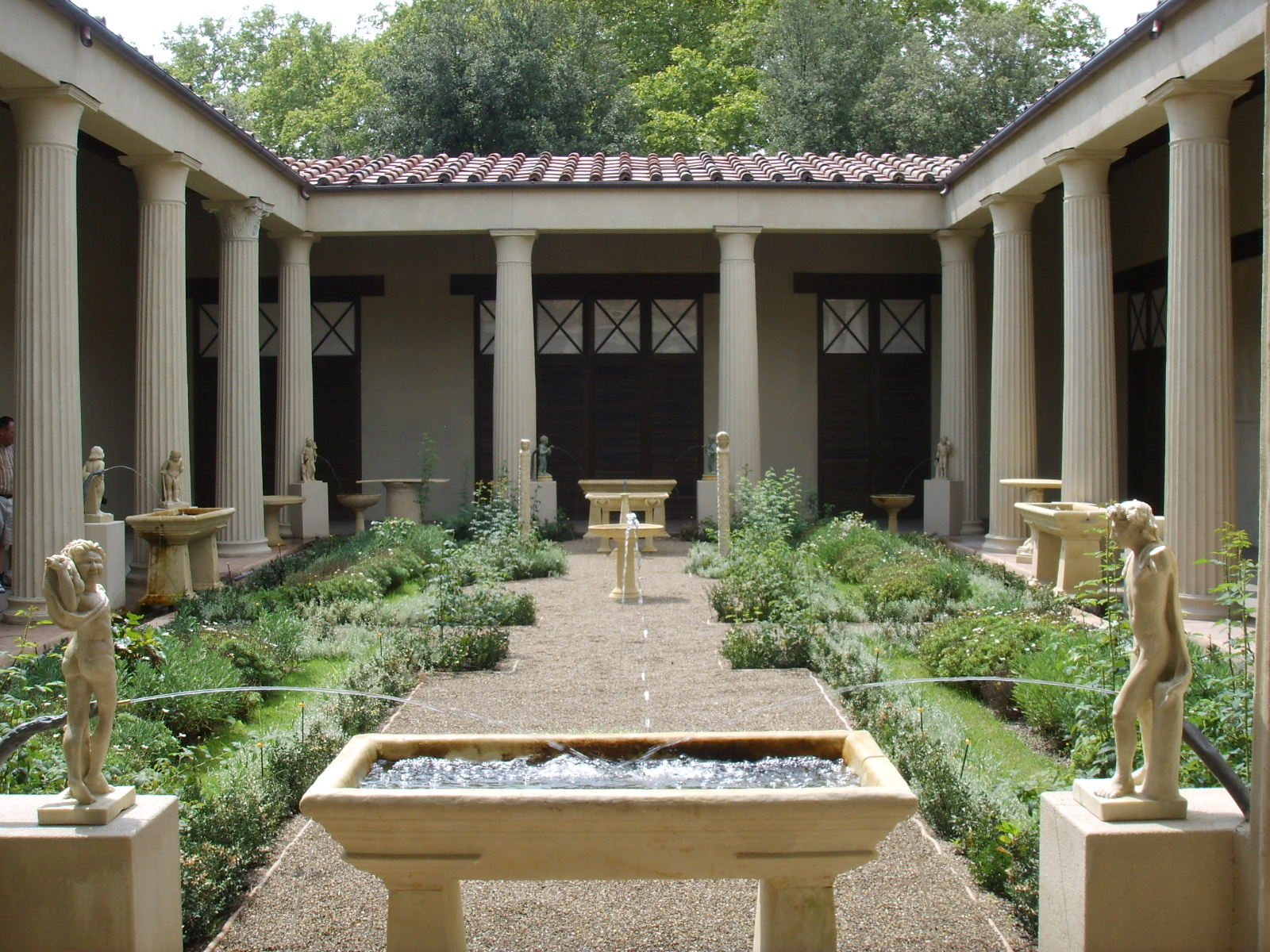
Peristyl des Hauses der Vettier, Pompeji (Rekonstruktion)

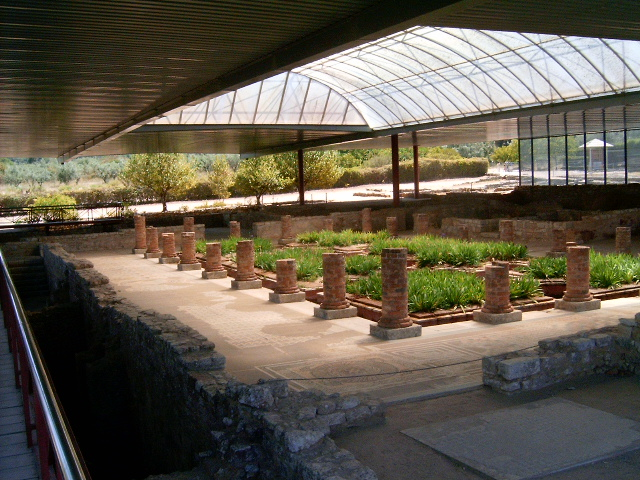
Haus der Springbrunnen im Museo Monográfico de Conímbriga

Lustgärten wurden möglich, als ausreichende und konstante Wasserzufuhr in größere Zentren gesichert war. Sie wurden unter anderem auch für Gastmähler genutzt. Aus Griechenland kam der Peristylhof nach Rom, die bis dahin üblichen kleinen Hausgärtchen schwanden. Die Reichen legten größere Gartenensembles an, in denen Brunnen, Kanäle, Grotten und Statuen kunstvoll aufeinander abgestimmt waren und mit Villenanlagen ein harmonisches Ganzes bildeten. Räume, die in den Garten schauten, wurden mit großen Fenstern versehen und kleine Gartenanlagen durch illusionistische Gartenmotive auf Mauern optisch erweitert, wie auch umgekehrt Gärten mittels Wandmalerei in die Räume hineinprojiziert.
Im 2. Jahrhundert v. Chr. übernahmen die Römer das Peristyl, einen von Säulenhallen umgebenen Innenhof, aus der griechisch-hellenistischen Baukunst und entwickelten daraus das Gartenperistyl, in dem die Säulenhallen einen Garten umgaben. In Conimbriga in der Baetica wurde der Garten einer römischen Villa, dem Casa das fontes ausgegraben und rekonstruiert. Er illustriert eine solche Anlage: Ein rechteckiger Teich ist von einer Säulenhalle aus Ziegelsteinen umgeben. In dem Teich liegen auf beiden Seiten der Längsachse jeweils drei aus Ziegeln gestaltete Inseln, die mit Iris bepflanzt sind. Ein Mosaik bildet den Fußboden. Elemente dieses Gartens wurden nach Attlee in portugiesischen Villen des 17. und 18. Jahrhunderts wieder aufgegriffen, etwa im Jardim Alagado des Jardim do Paçco in Castelo Branco und vor dem Casa do fresco im Garten des Palácio dos Marqueses de Fronteira in Lissabon, gehen aber wohl eher auf maurischen Einfluss zurück.
Viele Villen besaßen mehrere Peristyle, oft ein gepflastertes im Wohnbereich nach griechischem Vorbild und daran anschließend ein größeres Gartenperistyl. Der Garten der Villa dei Papiri bei Herculaneum in Italien wurde im J. Paul Getty Museum rekonstruiert. Diese Villa besaß zwei Peristyle, das größere war etwa 100 m lang und 37 m breit und von 25 × 100 Säulen umgeben. In der Mitte liegt ein 66 m langes Wasserbecken. Der Garten diente der Aufstellung zahlreicher Statuen.
Der Beruf des Gärtners (topiarius, von griech. topos) ist ab der zweiten Hälfte des 1. Jahrhunderts v. Chr. bekannt. Arrangements von Sträuchern und der Zuschnitt von Pflanzen zu Gestalten und Figuren, die sogenannten opera topiaria (Formschnitt) kamen auf.

#### Städtische Gärten
Gärten aller Art lockerten auch das Stadtbild auf. Zu ihnen zählten Tempelgärten ebenso wie Gärten bei Tavernen. Auch Gräber waren manchmal mit Gärten versehen. In der Stadt waren Gärten notwendig, um ausreichend Licht in die Gebäude zu lassen. Die Bewohner der insulae (mehrstöckige Wohnhäuser) mussten sich oft mit dem Blick auf die Gärten anderer begnügen, mitunter wurden kleinere Grünstreifen vor den Gebäuden angelegt.

#### Parks und Kaisergärten
55 v. Chr. stiftete Pompeius den ersten Park in Rom. Er lag auf dem Marsfeld am Theater des Pompeius und war mit Platanen bepflanzt. Eine Statue der Venus Victrix stammte aus den Privatgärten der Familie.
Auch die Kaiservillen hatten, wie andere römische Villen ein Peristyl, oft mit architektonisch angelegtem Bassin mit Wasserspielen.
Die Parkanlagen hatten eine bedeutende Ausdehnung und waren von Mauern und dergleichen eingeschlossen. Sie waren gleichzeitig Tiergärten. Es gab mit in Stein gefasste Fischteiche, einen Geflügelhof und Marmorbecken, in deren Nähe Sitzplätze und Gartenhäuschen zum Betrachten der Schmuckvögel einluden.
Am berühmtesten war die Villa Hadriana des Kaisers Hadrian in Tibur am Sabinergebirge. Die Anlagen hatten zwölf römische Meilen (das sind etwa 18 Kilometer) im Umfang, enthielten Hügel und Täler, Wasserfälle, Grotten, Wälder, ein Hippodrom, Theater und viele andere prachtvolle Gebäude. Unter Verwendung von Überresten dieser Bauten wurde hier im 16. Jahrhundert die Villa d’Este angelegt. Durch Tacitus kennen wir noch andere Kaisergärten Roms, auch den Park am „Goldenen Haus“ des Nero. Sie enthielten künstlich angelegte Seen und Wälder, glichen also in etwa unseren heutigen Parks. Auch im Italien des römischen Reichs waren die Bewässerungsanlagen von hoher Perfektion.

## Entwicklung der Gartenkunst in Asien

### Byzantinische Gärten
Viele byzantinische Palastanlagen waren mit weitläufigen Gärten versehen, wie der Mangana-Palast in Konstantinopel. Von Kaiser Konstantin IX. wird berichtet, dass er ausgewachsene Bäume versetzen ließ, um den Garten des Manganapalastes möglichst schnell fertigzustellen.
Daneben gab es auch intim gestaltete private Gärten. Teiche und fließendes Wasser spielten, ähnlich wie später in den osmanischen Anlagen, eine wichtige Rolle.

### Gartenkunst in China
Die Entwicklung der chinesischen Gartenkunst lässt sich bis 3000 v. Chr. zurückverfolgen. Chinesische Gärten enthalten zahlreiche Zeichen, Metaphern und Symbole. Anders als die Gartenanlagen im Alten Ägypten und im Vorderen Orient stand in China nicht die Pflanze im Vordergrund. Chinesische Gärten sind vielmehr als Abbild eines idealen Universums konzipiert, dessen wesentliche Bestandteile künstlich angelegte Seen und Hügel, ungewöhnlich geformte Vegetation und Steine waren. Kein Volk der Erde hat den Garten so kultiviert wie die Chinesen; in ihm haben Herrscher und Reiche einen Luxus entwickelt, der wegen des Verbrauchs von Land, Wasser und Arbeitskräften die Landwirtschaft gefährdete und öfters in die Geschicke des Landes eingriff. Der „kaiserliche Garten“ bei Peking hat 80 Kilometer Umfang und ist eine kunstvolle Nachahmung der Natur, in dem Landschaften aller Art, von der kleinsten Szenerie bis zur weitläufigsten, vertreten sind; Pflanzen aus unterschiedlichsten Gegenden, Bäche, Flüsse, Seen, Dörfer und Schlösser beleben das Bild. Die Bewohner der Dörfer waren jedoch eine Art Schauspieler; sie stellten für den Kaiser, je nach den Anordnungen des Hofmarschalls, in schmucker Kleidung Fischer, Matrosen, Arbeiter, Handelsleute, Bauern, Soldaten etc. dar und führten dem Herrscher, dem die Etikette das Erscheinen vor dem wirklichen Volk verbot, ein verfeinertes Spiegelbild desselben vor.

### Gartenkunst in Japan

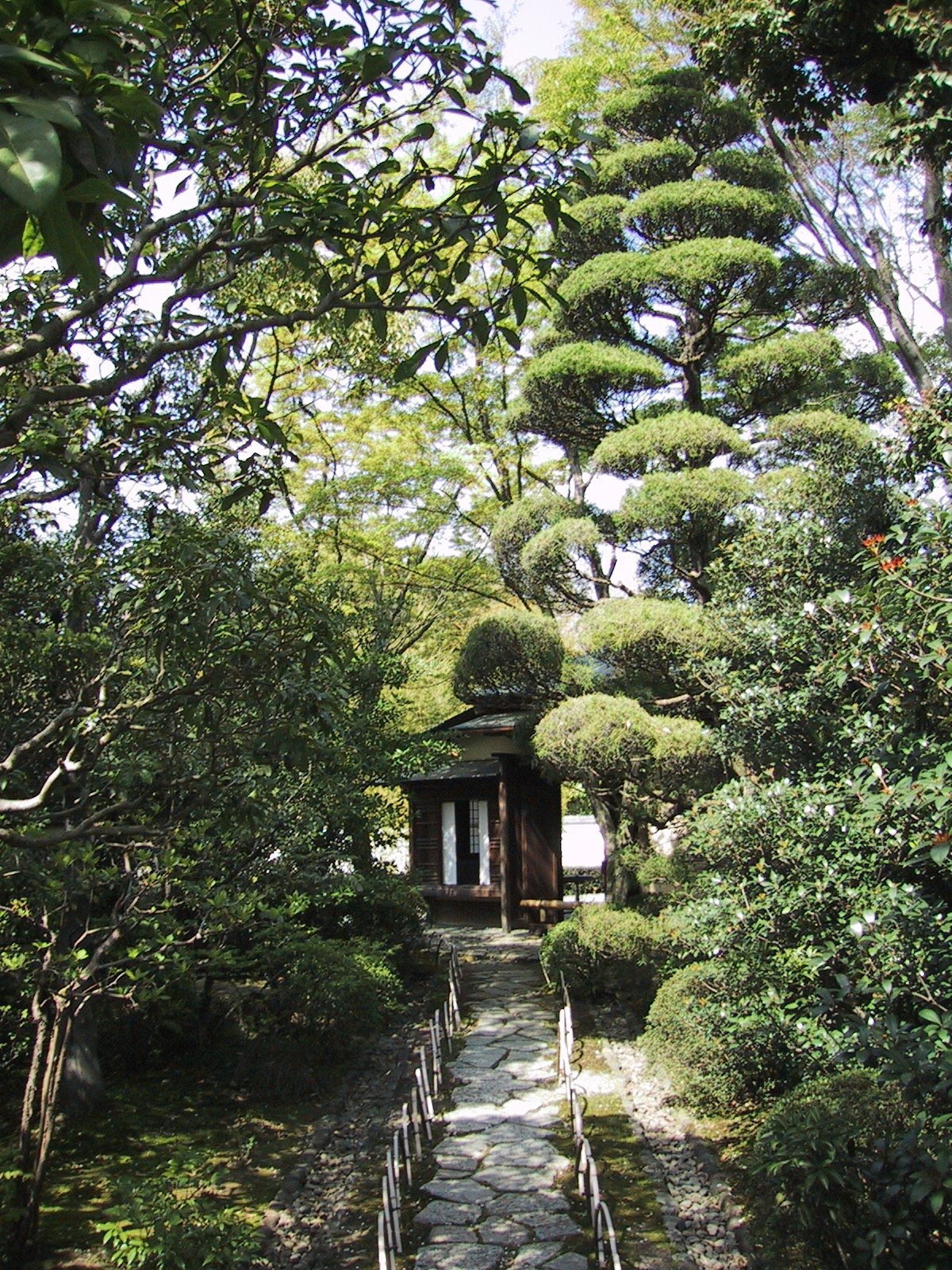
Japanischer Teegarten

Die Gärten Japans ähneln den chinesischen. Derselbe Gedanke liegt ihnen zu Grunde, nur ahmen jene die Natur noch treuer nach und suchen große Landschaften im Kleinen nachzubilden. In Japan werden Gärten nach den Prinzipien des Zen-Buddhismus oder des Feng Shui angelegt, die bestimmten Mustern entsprechen. Dabei wird vor allem auf Ausgewogenheit der Elemente geachtet.

### Einflüsse auf die europäischen Gartenanlagen
Zwar hatte schon Marco Polo die chinesischen Gärten beschrieben, die so gänzlich von den europäischen abwichen, aber seine Beschreibungen waren zu vage, als dass sie großen Einfluss auf die Gartengestaltung in Europa haben konnten. Dies änderte sich, als der Jesuit Matteo Ripa von seiner Reise in China zahlreiche Kupferstiche mitbrachte, die ein Bild von der chinesischen Gartengestaltung vermitteln konnten. Bei seinem Besuch in England traf er mit zahlreichen Vertretern des englischen Hochadels zusammen, die in der Gestaltung ihrer Landschaftsgärten diese Ideen bereitwillig aufgriffen. Im Rahmen der Chinoiserie-Mode des 18. Jahrhunderts wurden chinesische Motive in ganz Europa aufgegriffen. Nachempfindungen chinesischer Gärten und Pagoden gehörten zur exotischen Ausstattung von Sanssouci, Versailles, Schönbrunn oder Schloss Pillnitz bei Dresden.

## Gartenkunst in der nachrömischen Zeit

### Islamische Gärten

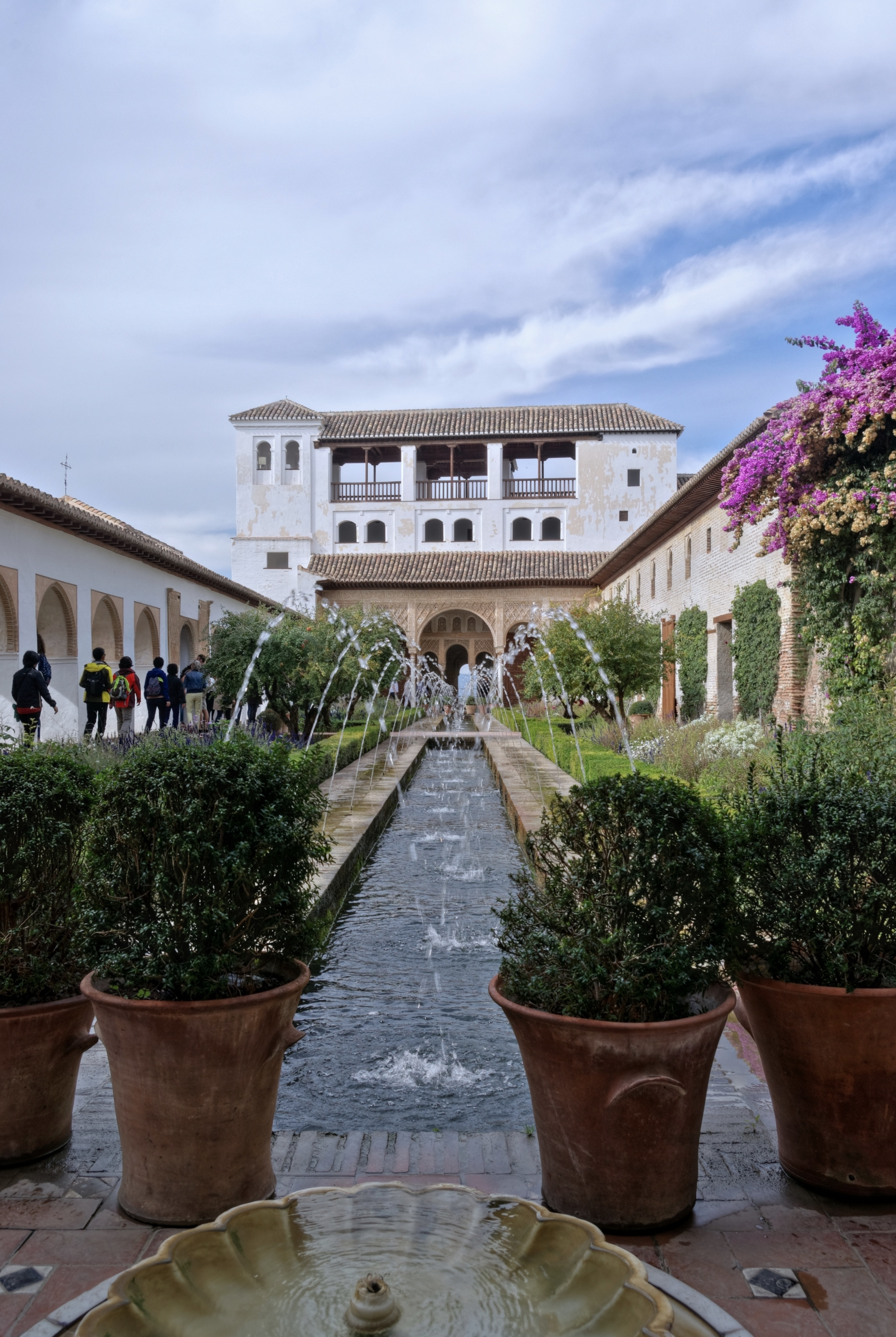
Generalife, Granada (Spanien)
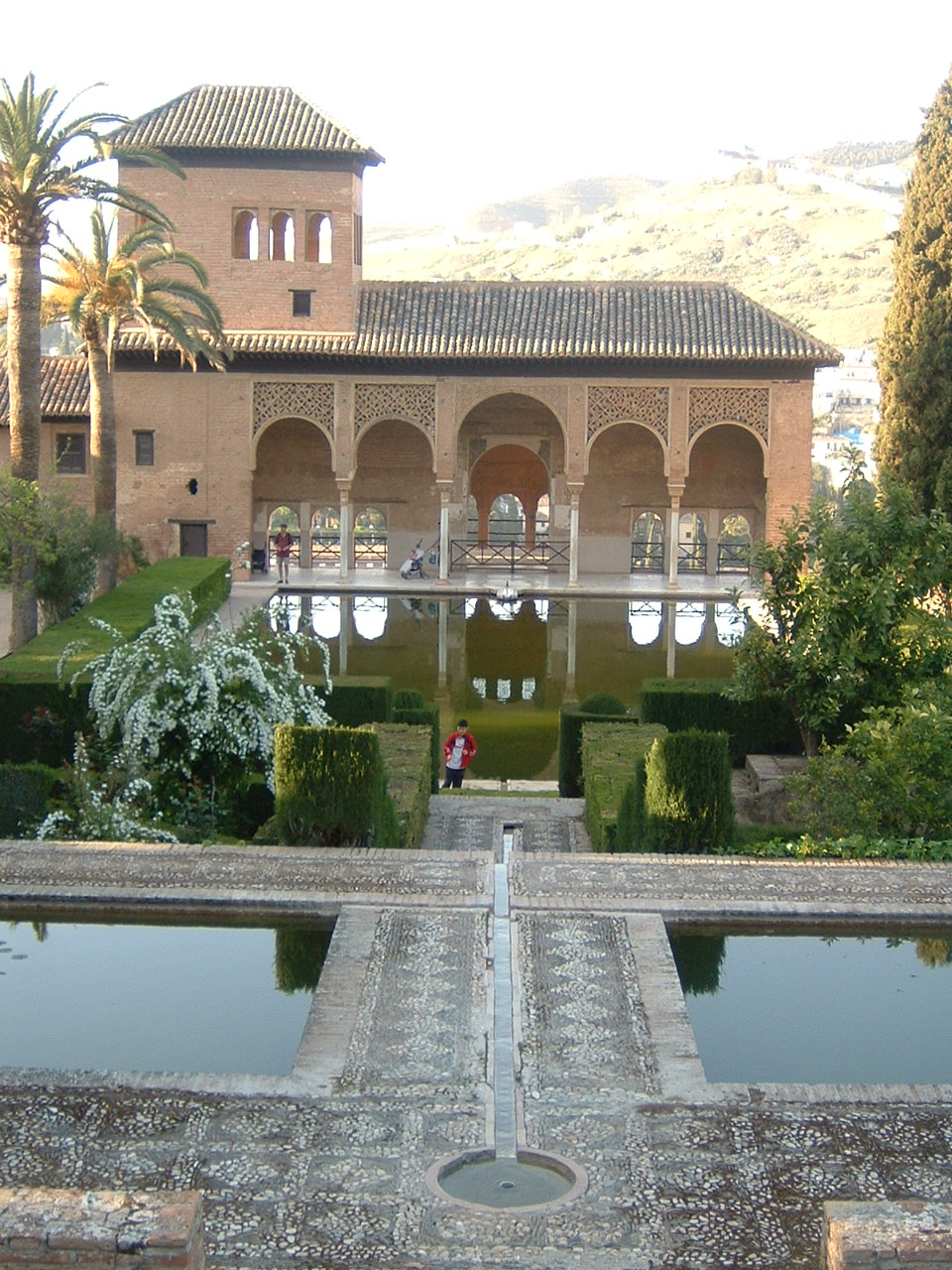
Alhambra, Granada

Ob es „den“ islamischen Garten gibt, ist umstritten.
Aus dem Heimatland des Islam, der arabischen Halbinsel, sind bewässerte Oasengärten bekannt. Der Koran beschreibt die Sabäer, die „zur Rechten und zur Linken“ Gärten besaßen, bis sie sich von Gott abwandten und dieser ihre Staudämme zerstörte. Nun wächst nur noch „bittere Ernte“, Tamarisken und wenige Jujuben in ihrem Lande (Sure 34, 16). Heutige jemenitische Städte besitzen innerstädtische Nutzgärten, inwieweit dies auch für die vorislamische Zeit zutraf, kann vermutlich nur durch Ausgrabungen geklärt werden. Der Koran beschreibt Gärten mit Bewässerungskanälen (Sure 13, 4) und Spalieren (Sure 6, 141). „Er (Gott) lässt euch damit Getreide wachsen, und Ölbäume, Palmen, Rebstöcke und von allen Früchten. Darin ist wahrlich ein Zeichen für Leute, die nachdenken.“ heißt es in Sure 16, die Bienen (16, 11).
Der größte Einfluss auf die Entwicklung des „typischen“ islamischen Gartens, eines nach dem Muster eines Tschāhār Bāgh angelegten Lustgartens, der jedoch auch Repräsentations- und Regierungsfunktionen dienen konnte, wird den königlichen Gärten der Sassaniden zugeschrieben: Ibn Chaldūn sieht in dem Garten des Taq-e-Kisra-Palastes von Chosrau II. in Ktesiphon, das 637 erobert wurde, den Auslöser für die Übernahme persischen Luxus und persischer Architektur. Für Dickie sind die sogenannten „islamischen Gärten“ dagegen timuridische Gärten, die in Persien, Indien und Andalusien weiterentwickelt wurden. Die Mogulgärten seien jedoch Hybridformen, da sie einen im Gebirge entwickelten Baustil in die Ebene übertrugen.
Für M. Conan gibt es keine einheitliche „vorderasiatische“ Gartenkunst. Diese setze sich vielmehr aus vielen verschiedenen Elementen und Traditionen zusammen. Auch Gärten mit religiöser, ökonomischer und politischer Funktion gingen nahtlos ineinander über, und ein Garten könne mehreren Zwecken dienen. Ein Garten mit Wasserbecken und axialer Struktur, die Wege und Bepflanzung einschließt, wie im klassischen Tschāhār Bāgh, ist keineswegs allen islamischen Gärten gemein. Die osmanischen Gärten sind meist viel weniger formell angelegt und ahmen manchmal sogar eine Wildnis nach. Die Jagdparks der Moghul, die marokkanischen und andalusischen agdals und die städtischen Gärten der islamischen Welt sind nach völlig anderen Prinzipien angelegt. Die gesamte islamische Welt bildete aber ein Austauschnetz für Architekturtraditionen, Praktiken des Wasserbaus und für Nutz- und Zierpflanzen. Es sei eine spezifische Art der Wahrnehmung des Gartens als Zelebration von Gottes Schöpfung, die einen islamischen Garten ausmache. Sie kann im Garten über den Anblick, den Geschmack und den Geruch genossen werden, und kann der religiösen Kontemplation, aber auch dem reinen Genuss dienen. Der Garten wird nicht, wie im Westen, als Kunstwerk wahrgenommen.

### Indien

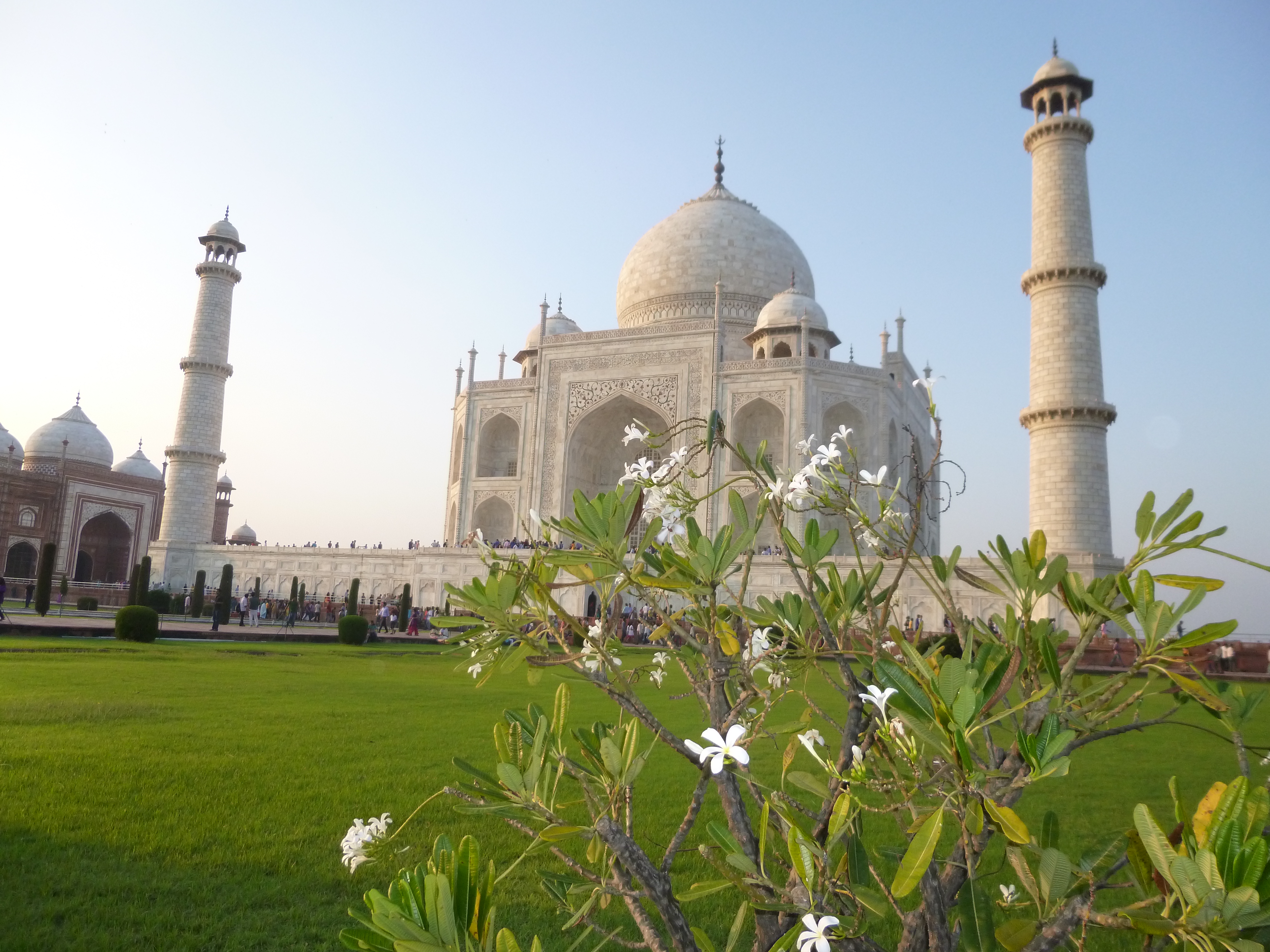
Taj Mahal in Agra, Indien

Lahore galt als die Gartenstadt des Mogulreiches.
Neben den Mogulgärten entstanden auch in Karnataka im Dekkan unter der muslimischen Bahmani-Dynastie (1347–1538) wichtige Gartenanlagen.

### Europäisches Mittelalter

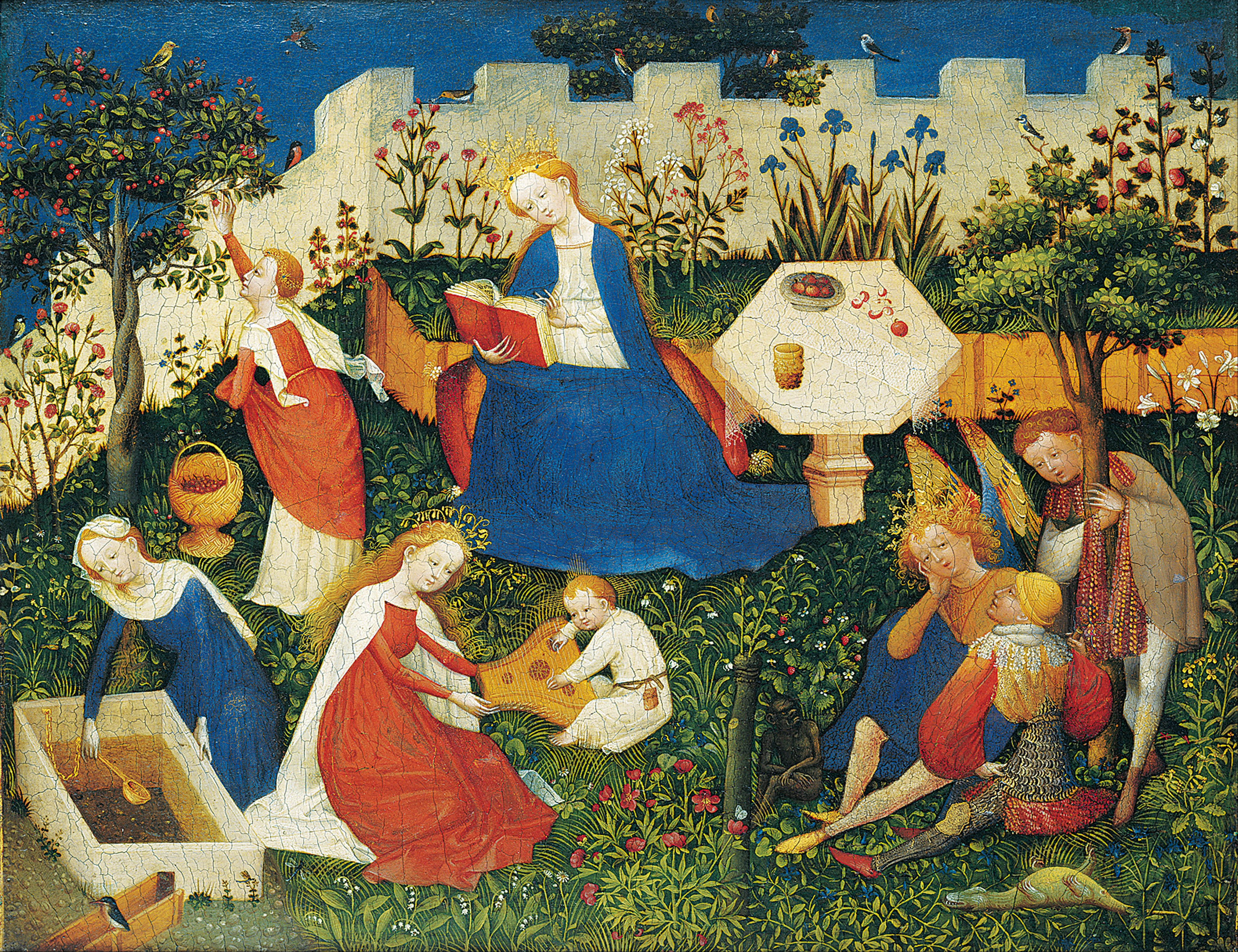
Paradiesgärtlein, um 1410

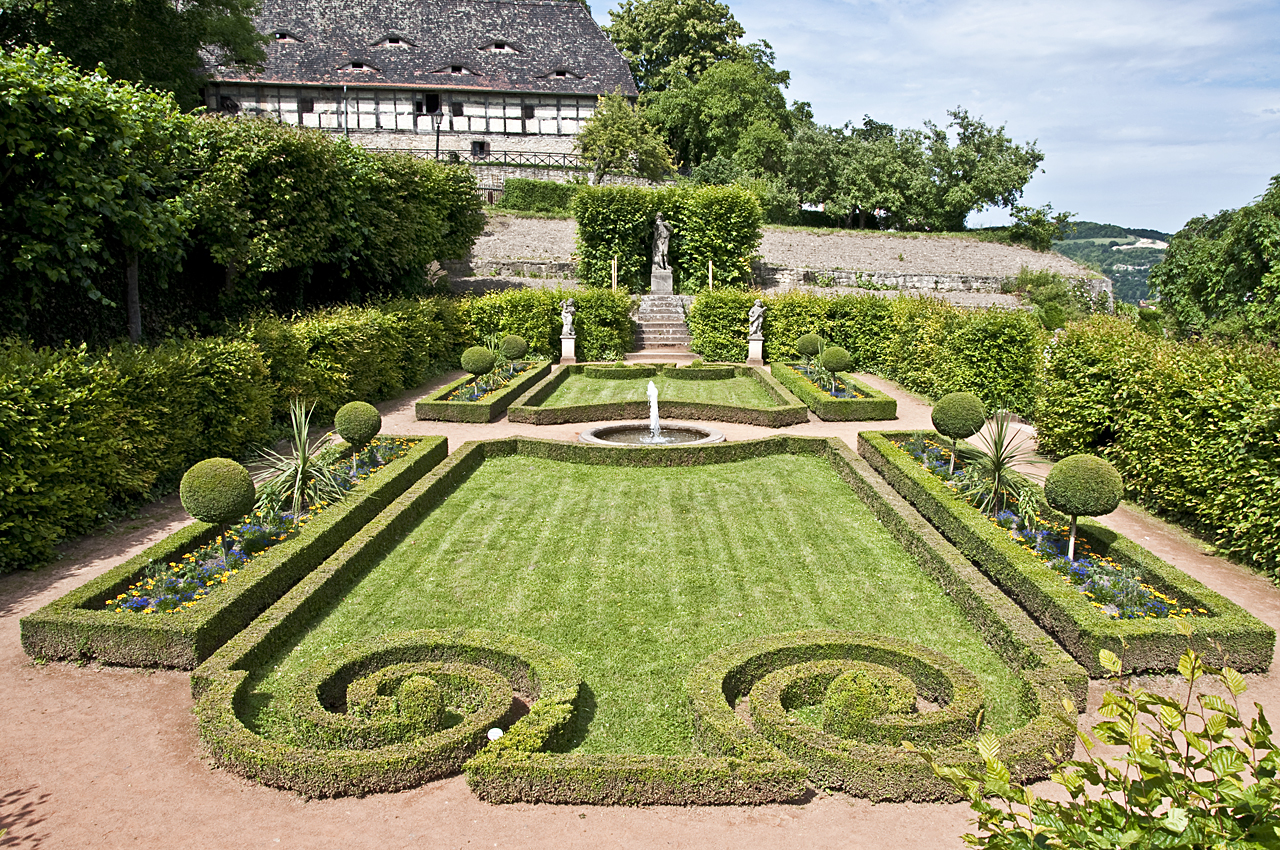
Barockgarten Dornburger Schlösser

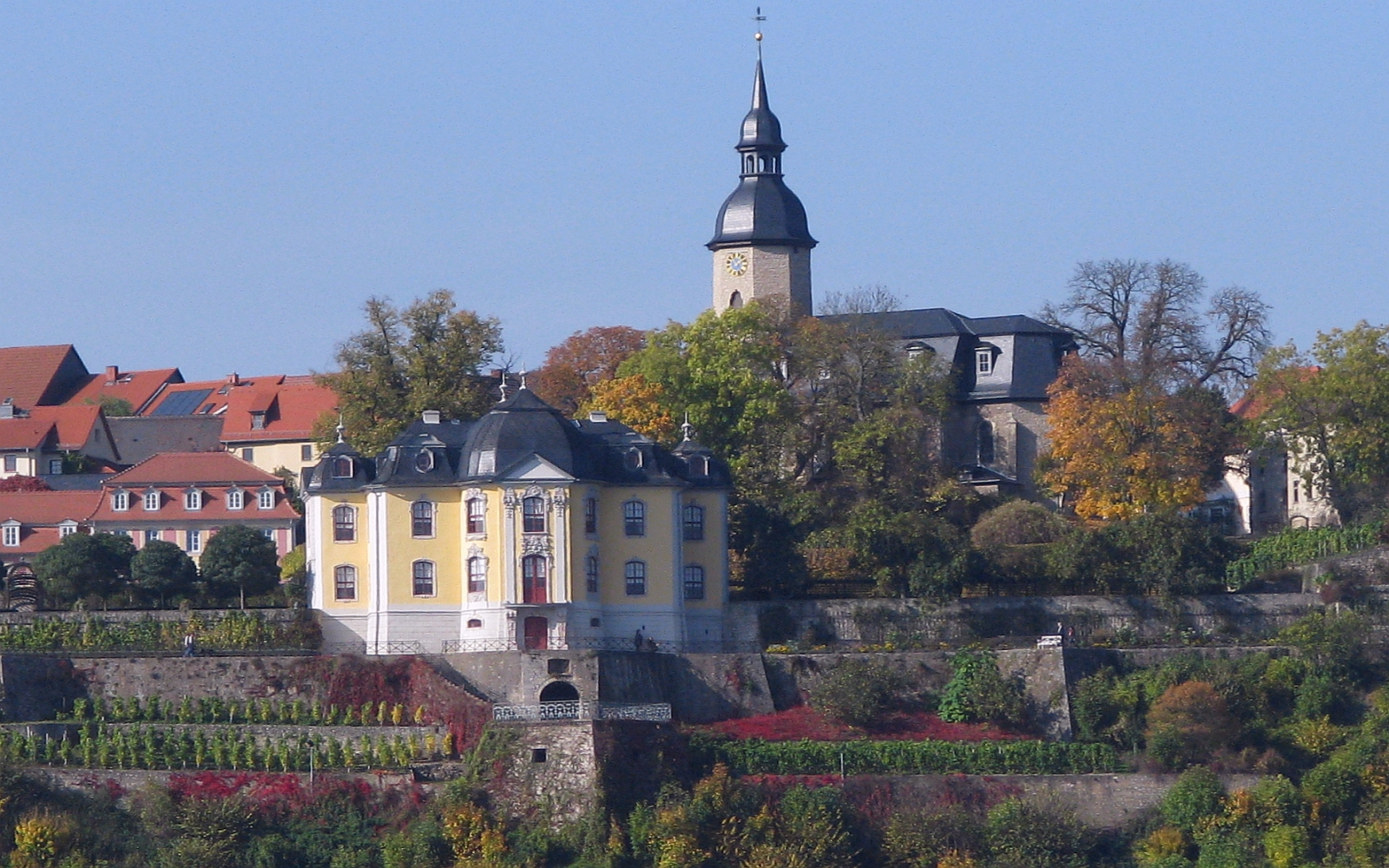
Terrassengarten des Rokoko-Schlosses, Dornburg

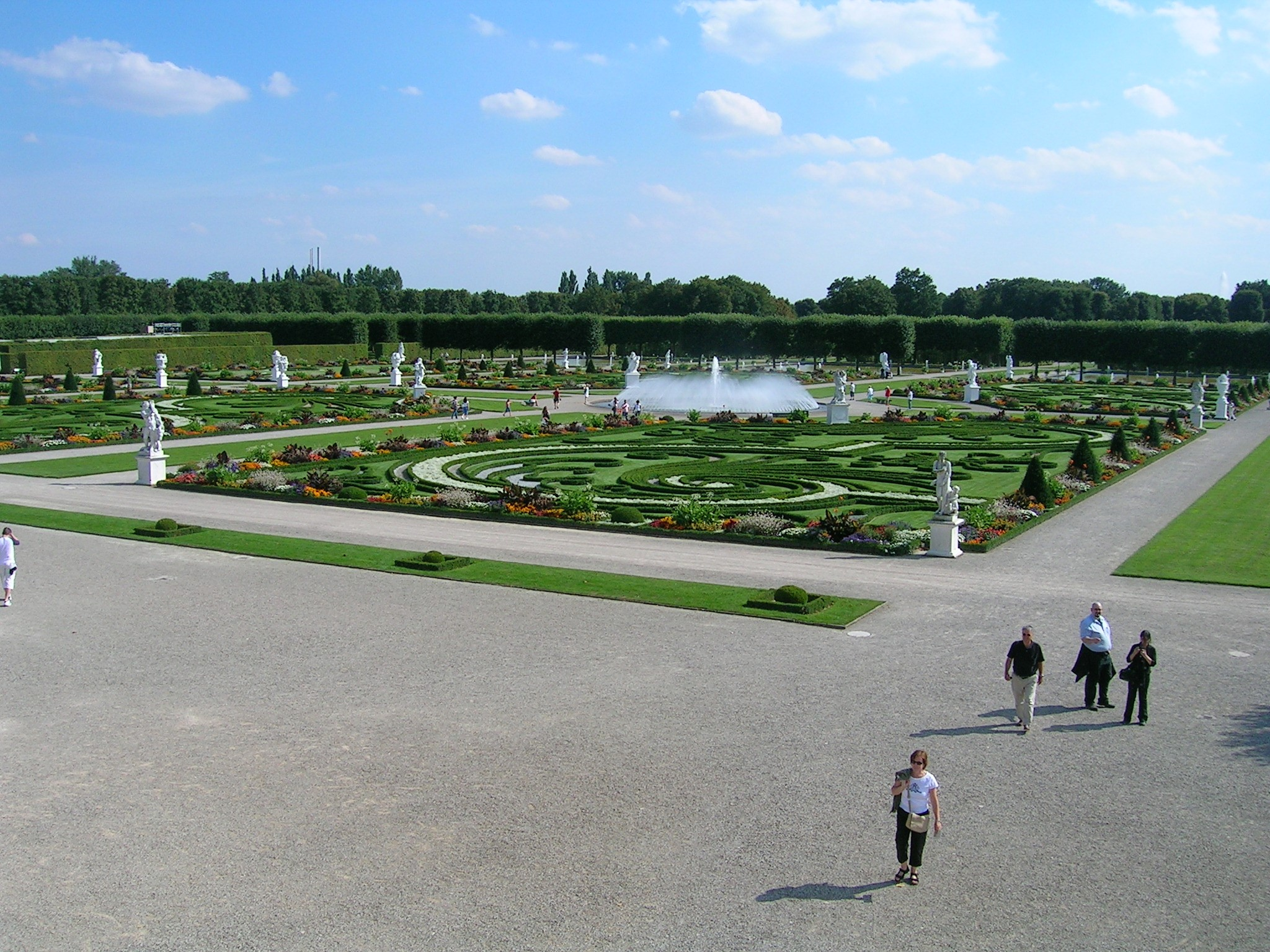
Barockgarten Großer Garten (Hannover)

Eine Vorstufe des Gartens war in Europa das „Hausland“, ein durch einen Zaun oder ähnliches geschütztes Sondereigentum bei den Germanen. Ein Teil des der feldmäßigen Bewirtschaftung zur Nahrungsergänzung dienenden Hauslandes entwickelte sich mit wachsender Kenntnis des Obst- und Kräuteranbaus im 8./9. Jahrhundert zum mittelalterlichen Garten.
Karl der Große initiierte mit der Capitulare de villis den Anbau von Nutzpflanzen; einen Abriss der Heil- und Küchenkräuter liefern heute noch die Karlsgärten. Im 8.–12. Jahrhundert waren die Mönche fast die einzigen, die sich (wie etwa in den Benediktinerklöstern) zur Sicherung ihrer wirtschaftlichen Unabhängigkeit mit Ackerbau und (im Klostergarten) mit Gartenbau beschäftigten. Reiche und Mächtige stifteten ihnen große Flächen Landes mit Hörigen und belohnten ihre Tätigkeit als Landwirte und Gärtner. Importiert wurden auch fremden Pflanzen aus dem Orient, namentlich durch reiche Venezianer und Genuesen.
Im Mittelalter existierten folgende Typen des Gartens:
- Küchengarten (Anbau von Essbarem, Bereitstellung von Pflanzen als Lebensmittel)
- Arzneigarten (Anbau von Pflanzen zu medizinischen Zwecken, ähnlich einem Kräutergarten)
- Patriziergarten (Mischform von Küchengarten und Arzneigarten, ergänzt durch Zierpflanzen)
- im ausgehenden Mittelalter war auch der Blumengarten häufig, welcher zuweilen Heilkräuter und Gewürzpflanzen enthielt[61]
- Kreuzganggarten (Ziergarten, der der vita contemplativa entspricht und die Kontemplation fördert)
- Lustgarten (mit einer Mauer umgebener Garten mit Gestaltungselementen zur Erfreuung der Sinne)
- in der Literatur: Phantasiegarten („literarischer Garten“, „idealer Lustgarten“)[62][63]
- im ausgehenden Mittelalter werden oftmals „Wiesen-Baumgärten“ (insbesondere mit Obstbäumen bepflanzt)[64] erwähnt.[65]

Die Grenzen zwischen den verschiedenen Typen waren jedoch auch fließend. So sind Nahrungspflanzen auch zur Zubereitung von Arzneimitteln genutzt worden.
Frühe, im deutschsprachigen Raum verfügbare gartenkundliche Fachliteratur verfassten beispielsweise Petrus de Crescentiis (um 1305) sowie der Verfasser von (Tractatus) De plantatione arborum (um 1200) und um 1350 der Würzburger Gottfried von Franken. Aus dem 13. Jahrhundert ist außerdem ein Werk von Albertus Magnus zur Gartenkunst überliefert: er beschreibt den idealen Lustgarten. Weitere wichtige Werke zur Gestaltung eines Gartens sind die Hypnerotomachia Poliphili von Francesco Colonna und Leon Battista Albertis De re aedificatoria.

## Gartenkunst der Neuzeit in Europa
Die Entwicklung der Gartenkunst in der Neuzeit hängt eng mit den Impulsen aus der Baugeschichte der Schlösser und deren Schlossparks zusammen.

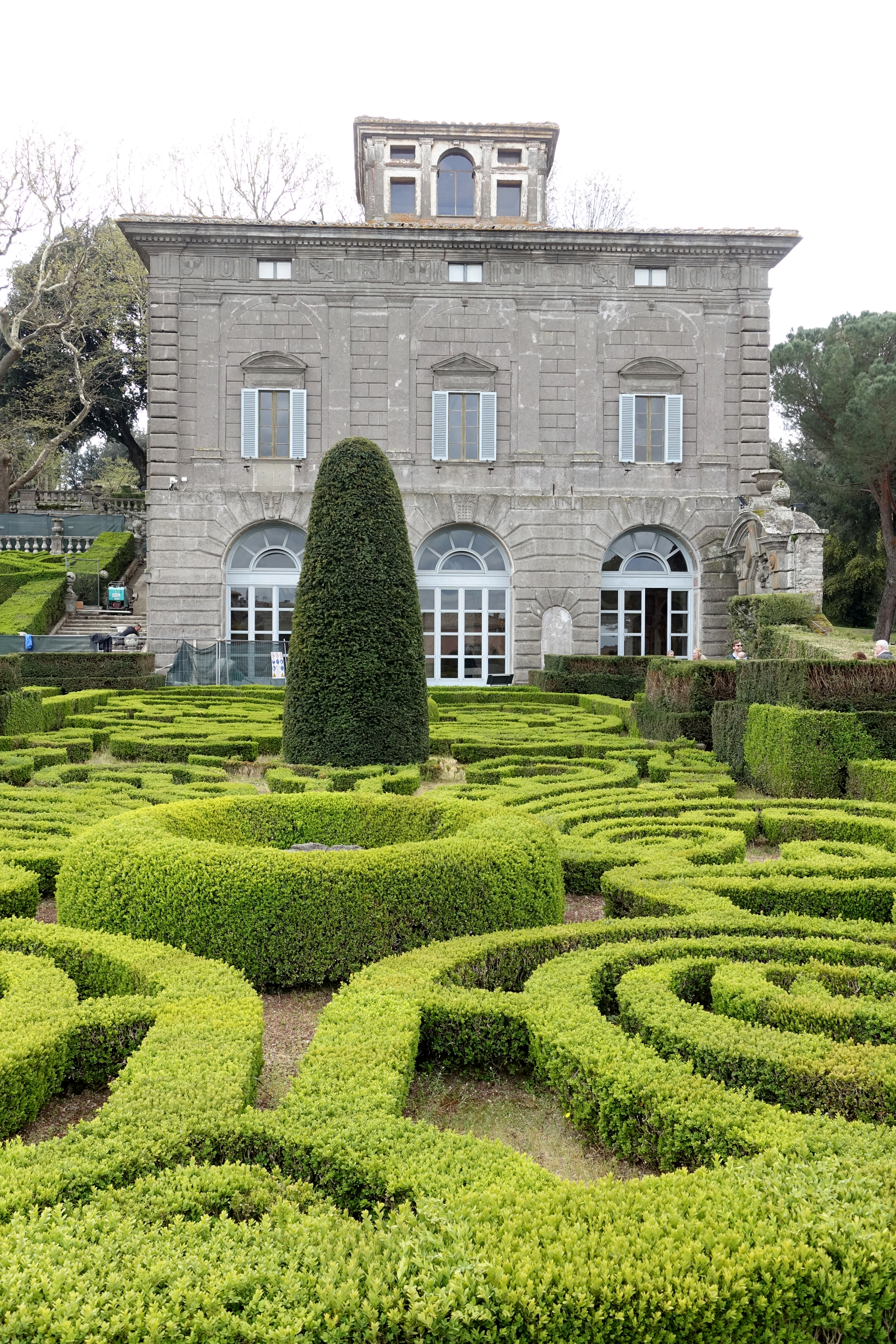
Parterre des Gartens der Villa Lante

1492 wurde Amerika, 1498 der Seeweg nach Ostindien von den Europäern entdeckt und durch den direkten Handel ein großer Luxus eingeführt, der sich auch im Garten äußerte. Durch die Auseinandersetzung mit dem Erbe der griechischen und römischen Antike sowie im kulturellen Kontakt mit dem Orient bildete sich im 15. und 16. Jahrhundert der italienische Renaissancegarten heraus. Er enthielt hohe, immergrüne Heckenwände und Pflanzungen, welche zugleich Schatten gewährten, das Element Wasser, ruhend in Becken oder bewegt in Fontänen und Kaskaden, Grotten, die im Winter auch zur Aufbewahrung der Orangenbäume dienten, Blumenbeete, in ihrer Form der Architektur des Hauses entsprechend, sowie Ziervögel. Zahlreiche Statuen und ausgegrabene Plastiken früherer Zeit wurden, teilweise überreich, verwendet, in der Regel symmetrisch angeordnet. Die Villen mit solchen Gärten waren im Italien des 16. Jahrhunderts sehr zahlreich und sind zum Teil heute noch erhalten, viele seither durch Anlagen im landschaftlichen Stil erweitert.
Zu diesen landschaftlichen Privatgärten in Italien gehören z. B. der des Chevalier Forti in Chiara bei Brescia, der Garten „Casa Ramboldi“ bei Vicenza, der Boboli-Garten des Palazzo Pitti in Florenz, der des Fürsten Stigliano Colonna in Neapel, Olivuzza und der Villa Tasca bei Palermo.
In Frankreich war dieser Stil kaum verbreitet, zu dieser Zeit existierten hier vorwiegend Nutzgärten.

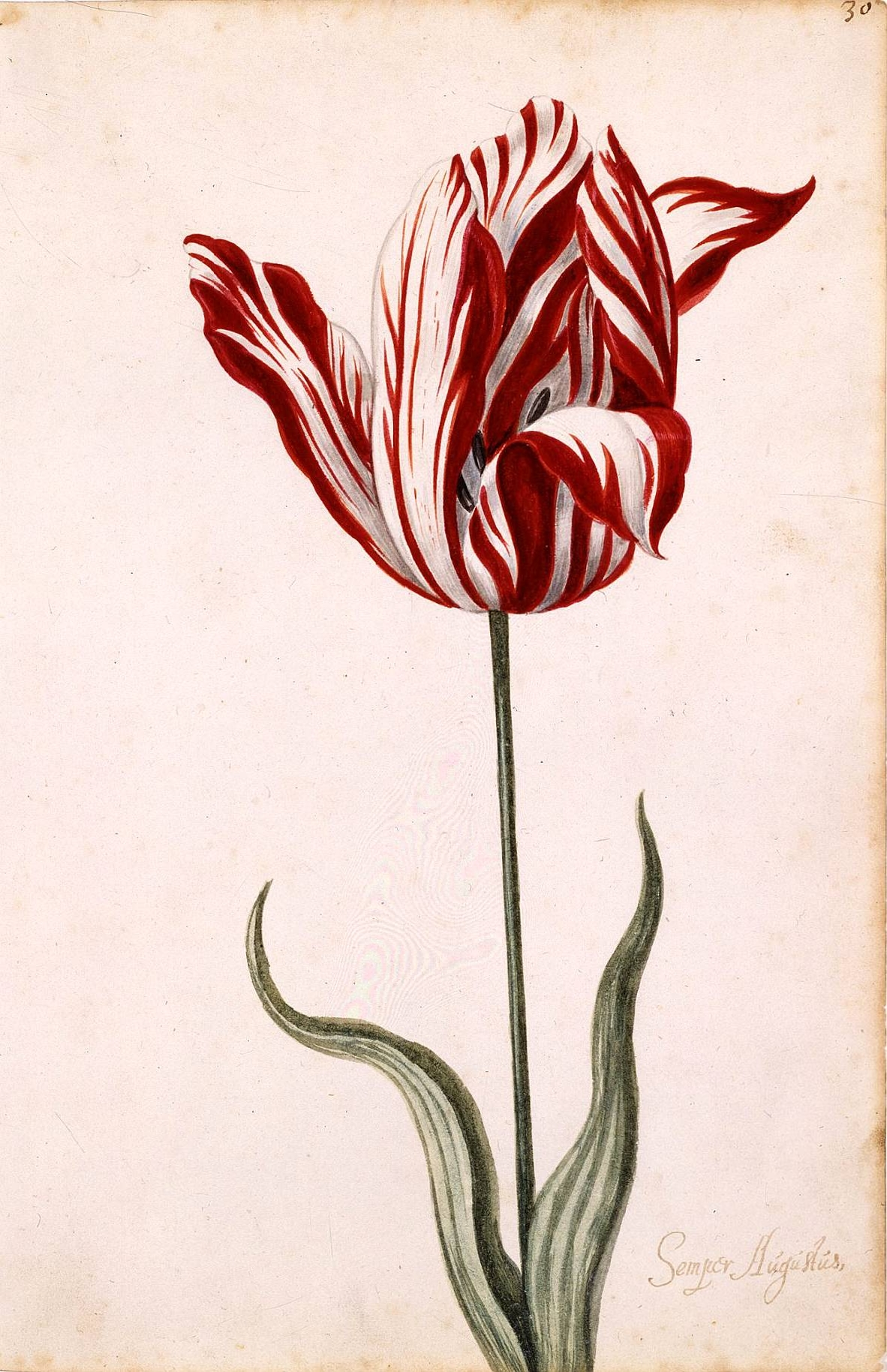
Tulpensorte Semper Augustus aus dem 17. Jahrhundert, die während der Tulpenmanie die höchsten Preise erzielte

Während der Zeit der Renaissance wurden zahlreiche, meist exotische Zierpflanzen eingeführt, um aufwändige Gärten und Parkanlagen zu schaffen. Von besonderer Bedeutung ist die sogenannte orientalische Periode, die etwa von 1560 bis 1620 andauerte. In dieser Zeit gelangten Pflanzen wie Tulpen, Hyazinthen und Narzissen aus dem südlichen beziehungsweise südöstlichen Europa nach Mitteleuropa. Die erste Tulpenzwiebel gelangte vermutlich 1554 im Gepäck des Habsburger Botschafters Busbecq von Konstantinopel nach Wien, aber schon fünf Jahre später blühten die ersten Tulpen in Augsburg und wenig später in den Gärten anderer europäischer Länder. Der Höhepunkt der Beschäftigung mit diesen Pflanzen war der Tulpenwahn, einer Spekulationsblase im Handel mit Tulpenzwiebeln. Eine erste solche Spekulationswelle gab es in den 1610er Jahren in Frankreich. Der Höhepunkt der Spekulation mit diesen Pflanzen fand jedoch in Holland zwischen den Jahren 1632 und 1637 statt.

### Frankreich
Unter dem französischen König Heinrich IV. (1589–1610) nahm der Luxus mehr und mehr zu. Die Lustgärten bestanden zu Anfang des 17. Jahrhunderts nur aus mehr oder weniger quadratischen Kompartimenten, die in einem regelmäßigen Raster angelegt wurden, einigen Rasenplätzen, wenigen Bäumen und Blumen, einigen Wasseranlagen. Sie alle waren im Allgemeinen Nachahmungen der italienischen Gärten, übernahmen aber oft aus dem Mittelalter überkommene französische Traditionen. Die Anlagen verwilderten aufgrund ihrer Vernachlässigung zusehends. Mit der allgemeinen Herausbildung eines sich vom italienischen Vorbild abtrennenden französischen Stiles und der Überwindung der Renaissance in Frankreich bekam auch die Gartenkunst in Frankreich ein neues Bild. Maßgebend für die Herausbildung des französischen Gartens war André Le Nôtre. Er legte im Auftrag Ludwigs XIV. den Garten von Schloss Versailles an, wobei zwar im Grundsatz die italienischen Formen verwandt wurden jedoch ungleich disziplinierter und mit einer straffen Symmetrie. Die Anlage war im Grundprinzip von großer Einfachheit, insbesondere übernahmen die Franzosen nicht die Terrassierung der italienischen Anlagen, sondern entwickelten den Garten in der Ebene. Absolut vorherrschend war der Formschnitt der Pflanzen, der nicht nur hochdekorative Buchsbaum-Broderieparterres, sondern auch die Kronen der angepflanzten Bäume hervorhob.

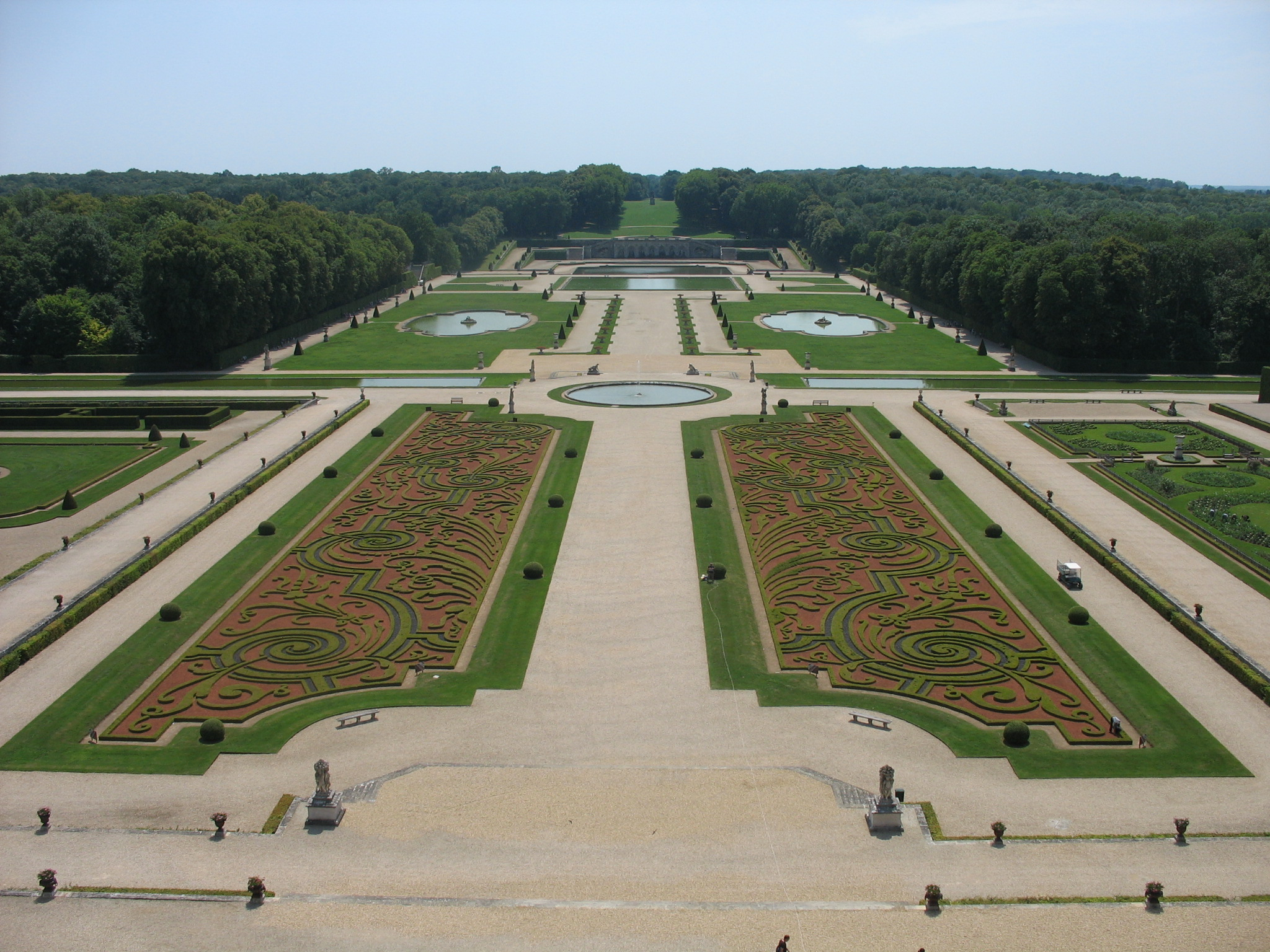
Vaux-le-Vicomte

Die Ausstattung mit Wasserkünsten, Skulpturen und kleinen Bauwerken folgte strikten, von der Repräsentationsfunktion und ihrem mythologischen „Programm“ vorgegebenen Regeln. Der französische Stil machte schnell seinen Rundlauf durch die westliche Welt und erhielt sich bis Ende des 18. Jahrhunderts.
Bedeutende Beispiele sind: Die Gärten von Versailles und Vaux-le-Vicomte, für die frühen, noch stark italienischen Gärten: Schloss Chenonceau am Cher und Brécy in der Normandie. Die späten französischen Anlagen übernahmen bereits einige Elemente der englischen Gartenkunst, gaben teilweise den Formschnitt und andere Elemente des klassischen französischen Gartens auf. Beispiele dieses späten französischen Stils sind unter anderem: der Park von Monceau, die städtischen Anlagen von Paris, der Bois de Boulogne und Bois de Vincennes, der Parc des Buttes-Chaumont, Ferrieres (ein Besitz des Hauses Rothschild), sowie der Garten Gustav von Rothschilds in der Nähe des Palais d’Elysée.

### Spanien und Portugal
In Spanien blühte die Gartenkunst unter den Mauren und erreichte um das Jahr 1000 unter Haschem II. einen Höhepunkt; die Höfe der Paläste waren mit Orangen, Blütensträuchern, Blumen, Kaskaden und anderen Wasserkünsten in strenger Regelmäßigkeit, dem Charakter des Gebäudes entsprechend, geschmückt. Die Araber wurden jedoch durch die Christen des nördlichen Spanien nach und nach zurückgedrängt, zuletzt gänzlich vertrieben. Unter Philipp III. wurden alle Abkömmlinge der Mauren aus Spanien ausgewiesen.
In Portugal entstanden Anfang des 16. Jahrhunderts die ersten Palastgärten nach europäischem Vorbild, nachdem der Indienhandel die Nation reich gemacht hatte. Von diesen Gärten ist nur Quinta da Bacalhoa in Azeitão teilweise erhalten, er war nach italienischen Vorbildern angelegt, bewahrte aber auch maurische Elemente, wie das große Wasserbecken.
Der Brasilienhandel brachte im 18. Jahrhundert neue Reichtümer. Nun entstanden Rokoko-Gärten wie Casa da Ínsua in Beira Alta.

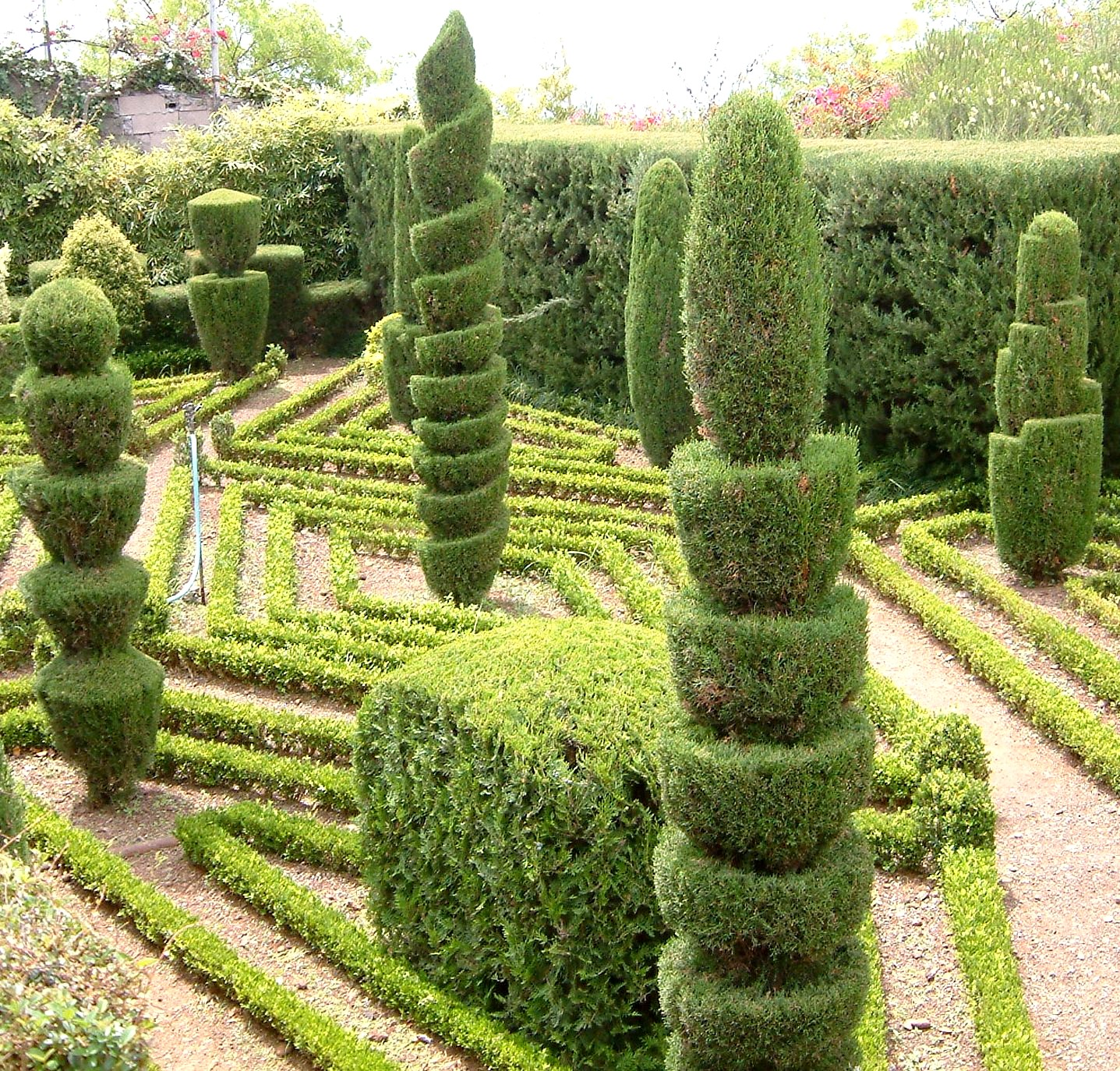
Funchal: Botanischer Garten

Portugal hatte in der Umgebung von Sintra bei Lissabon alte Gärten, die Lord Byron in seinem Childe Harold als “glorious eden”, ein herrliches Paradies bezeichnete; später ließ der deutsche König Ferdinand von Coburg dort Gärten anlegen.
Der erste englische Landschaftsgarten in Portugal entstand 1850 um den Pena-Palast in Sintra. Der englische Reisende William Baxter überlieferte eine Beschreibung.

### Niederlande
Die holländischen Gärten glichen einem Schachbrett in der Einteilung; das Grottenwerk u. a. der italienischen und französischen Gärten ward hier zur Spielerei, die großen Rasenflächen und die Sichtlinien zum Horizont setzten sich nicht durch. Die geschweifte, geschnörkelte Linie der Hausornamente, selbst der Giebel, kehrte in den Gärten an den Hecken wieder, und die Figuren der Parterres wiederholten dieselben Formen. Die lebhafte Verbindung Hollands mit England war Ursache, dass auch hier der landschaftliche Gartenstil Eingang fand; Anlagen von größerer Bedeutung wurden aber nicht geschaffen, und der alte holländische Stil ist noch nicht erloschen, das beweisen die Gärten des Villendorfs Broek, wo man alle Spielereien, namentlich in den Baumfiguren, den Topiari, wiederfindet.

### England
Barock

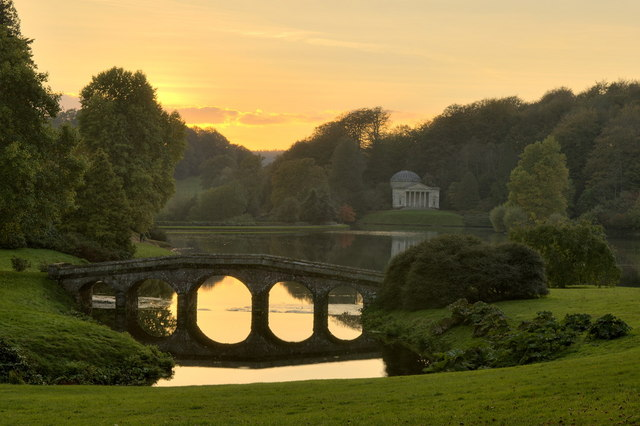
Stourhead Garden

Im Barock ähnelt der englische Garten noch weitestgehend seinem französischen Vorbild. Geometrische Achsen, Boskette mit Buchsbaumornamenten und eine strenge Ausrichtung auf den Herrscher hin sind seine Kennzeichen. Oft findet man Irrgärten und lange Alleen aus beschnittenen Bäumen. Ein Beispiel ist Hampton Court Palace. Da England über eine weitreichende Seehandelsflotte verfügte, wurden immer wieder Pflanzen aus fernen Gefilden importiert und im Botanischen Garten von Kew akklimatisiert und erforscht. So kamen die Zitrusgewächse nach England, die ebenso wie Rosen und Tulpen als Raritäten angepflanzt wurden.
Landschaftsgarten
Ab etwa 1720 entstand in England ein neuer Gartenstil, der englische Landschaftsgarten (oder auch englischer Landschaftspark). Als wichtiger Vorläufer gilt der Garten von Chiswick House, von William Kent angelegt, frühe Beispiele sind in Rousham und Stowe erhalten. Als wichtigste Einflüsse gelten die als natürlich empfundenen Gärten des Altertums sowie die Gärten Chinas und Miltons Versepos Paradise Lost.
Kennzeichen des englischen Landschaftsgartens der klassischen Phase sind die naturähnlich angeordnete Bepflanzung, die geschwungene Wegführung, der fließende Übergang in die umgebende Landschaft und das Fehlen von dekorativen Blumenrabatten. Als Ideal wurde ein begehbares Landschaftsgemälde angestrebt, das besonders von Landschaftsmalern wie Gaspard Poussin und Claude Lorrain beeinflusst war. Ebenfalls den Gemälden entstammen die Gartenstaffagen, Follies genannt, in Form kleiner Tempel oder Ruinen, die meist als Blickfang in den Sichtachsen arrangiert wurden.
In der klassischen Phase dominierte Lancelot „Capability“ Brown mit äußerst weitläufigen, hügelig modellierten Gartenräumen, gezielt angepflanzten Baumgruppen, großen künstlich angelegten Gewässern und relativ wenigen Staffagebauten.
Wichtige Gärten sind Twickenham, Chiswick, Rousham, Stowe, Stourhead, Blenheim Castle.
Wichtige Vordenker, Gärtner und Theoretiker waren Charles Bridgeman, Joseph Addison (Publizist), Alexander Pope (Dichter), William Kent (Maler), Lancelot „Capability“ Brown, Humphrey Repton (1752–1817), sowie William Chambers (Architekt) und sein Jardin anglo-chinois.
Viktorianischer Garten
Im 19. Jahrhundert, in dem die bürgerliche Sphäre die Kunst und Kultur dominierte, liebte man die seltenen Pflanzen. Die Gärtner wurden zu Hobby-Botanikern und legten Themengärten etwa mit australischen, südamerikanischen oder asiatischen Pflanzen an, die Pflanzenjäger in aller Welt sammelten. Das Sammeln von seltenen Spezies wurde wichtiger als die künstlerische Gestaltung der Landschaft. So hielten etwa die Rhododendren, Kamelien und Azaleenarten Einzug in die Gärten. Besonders beliebt waren auch Topiarien, das heißt in Form geschnittene Büsche und Bäume. Im Garten von Levens Hall meint man sich in einem überdimensionalen Spielzeugland zu befinden, so sehr dominieren hier die würfelförmig, kegelig und kugelig zugeschnittenen Hecken. In den Stadtgärten pflegte man besonders die nun wieder beliebten Blumenrabatten, in denen die Blumen bunte Ornamente bildeten.
Einen natürlichen Gegensatz zu diesen sehr gezierten Gärten bilden die Gärten der Women Gardeners wie Gertrude Jekyll oder Elizabeth Sitwell, die sich an der ungezähmten Fülle und Einfachheit von idealisierten Bauerngärten orientieren.

### Deutschland

#### Renaissance in Deutschland
Im Vergleich zu Italien spielt das Engagement von Adel und Patriziat im deutschen Sprachraum für die Weiterentwicklung der Gartenkunst nur eine geringe Rolle. Wohl gab es botanische Sammellust und pharmazeutische Nutzgärten, und auch eine grundsätzliche Rezeptionsbereitschaft, doch über die schon mittelalterliche Gewohnheit, Obstgärten und Gemüsebeete schmuckhaft-geometrisch anzuordnen, ging man im Prinzip kaum hinaus. Vor allem aus Italien, in geringerem Maße aus Holland, später auch aus Frankreich übernahm man eher einzelne Motive und Anregungen, als dass man Zuordnung und Abfolge einem abwechslungsreichen, aber ganzheitlichen Plan unterwarf. Noch sind sie „innenwendig“ (Hennebo), ohne Bezug zur Umgebung und zur Architektur. Ihre Wege sind nicht Teil eines zusammenschließenden Ordnungssystems, sondern trennen die Quartiere. Der zunehmende Gegensatz zwischen Stadt und Land, und die Vorstellung vom Garten als eines von der Arbeitswelt getrennten Ortes der Muße und geistigen Anregung veranlasste das patrizische Bürgertum zur Anlage eigener, oft noch durch Binnenabgrenzungen unterteilter Hausgärten. Der ausführlich beschriebene Garten des Breslauers Laurentius Scholz von 1588 ist dafür ebenso ein Beispiel wie noch der Stich von 1655 mit dem Garten des gelehrten Nürnberger Patriziers Christoph Peller. Weitere Nürnberger Familien, die über ansehnliche Gärten verfügten, waren die Familien Ortolf, von Plauen, Meißner, Hirschvogel, Groland, Schürstab und Mendel sowie Tucher. Kein Garten des 16. Jahrhunderts hat in die Gegenwart überlebt, wir kennen sie allenfalls durch Beschreibungen oder Kupferstiche, die allerdings teils idealisiert sind und oft unausgeführt blieben. 1597 verfertigte Johann Peschel die erste deutschsprachige Anleitung zur Gestaltung von Gärten. Auch Joseph Furttenbach versieht 1630–1660 seine Architekturstudien mit entsprechenden Anregungen. Selbst wenn in der deutschen höfischen Gesellschaft der humanistische Hintergrund der Gartenkultur geringer ausgeprägt war als an italienischen Fürstenhöfen und in süddeutschen Patrizierhäusern, so gehörte die Kenntnisnahme italienischer Gärten auf der Kavalierstour doch zum adeligen Bildungsprogramm. Die Schlossgärten spiegeln das wider.
Eine Anlage eigener Art, weitgehend von italienischen Vorbildern beeinflusst, sind die Wasserspiele Hellbrunn bei Salzburg, eine ab 1613 errichtete, allerdings weniger botanisch ausgestattete Anlage mit Grotten, Scherzfontänen, Bassins und Lusthäusern. Dieser Wassergarten ist hervorragend erhalten, andere Teile des Gartens wurden später nach französischen und englischen Vorbildern umgestaltet. Auch der Grottenhof („Das schöne Gärtchen“), 1581–1586, der Münchener Residenz gibt heute nur noch ein vergröbertes Bild der einstigen Gartenanlage. Das Gleiche gilt für den dortigen Hofgarten, 1613–1617. Er zeigt erstmals eine sternförmige Aufteilung durch Diagonalwege, betont also den Mittelpavillon, seine axialen Ausrichtungen beziehen sich jedoch noch nicht auf die Schlossarchitektur. Die berühmteste deutsche Gartenschöpfung war (neben der des Stuttgarter Lustgartens, ab 1584, und den Gärten der Münchener Residenz) der 1616 begonnene Hortus Palatinus des Heidelberger Schlosses von Salomon de Caus. Sein System von Terrassen auf dem abschüssigen Gelände, die Vielzahl wechselnder Blickpunkte, die Grotten und Brunnennischen sind mit italienischen Gartenanlagen vergleichbar. Noch finden sich sowohl manieristische Zierbeete mit Knotenornament (sie sind über Italien wohl aus der islamischen Kunst abzuleiten) als auch die moderneren, französischen, schon barocken, kalligraphischen Broderiemuster im Parterre. Das additive Nebeneinander, die Vereinzelung der Teile und die Abtrennung von der Landschaft wie von der Architektur kennzeichnen den Heidelberger Garten als typisch manieristische Anlage. Auch dieser Garten wurde durch den Dreißigjährigen Krieg nie fertiggestellt, er verfiel, bis man ihn 1805 im Landschaftsgartenstil überformte. Erst nach der alle kulturellen Aktivitäten lähmenden Kriegszeit, um die Mitte des 17. Jahrhunderts, fand die deutsche Gartenkunst wieder einen Neuanfang.

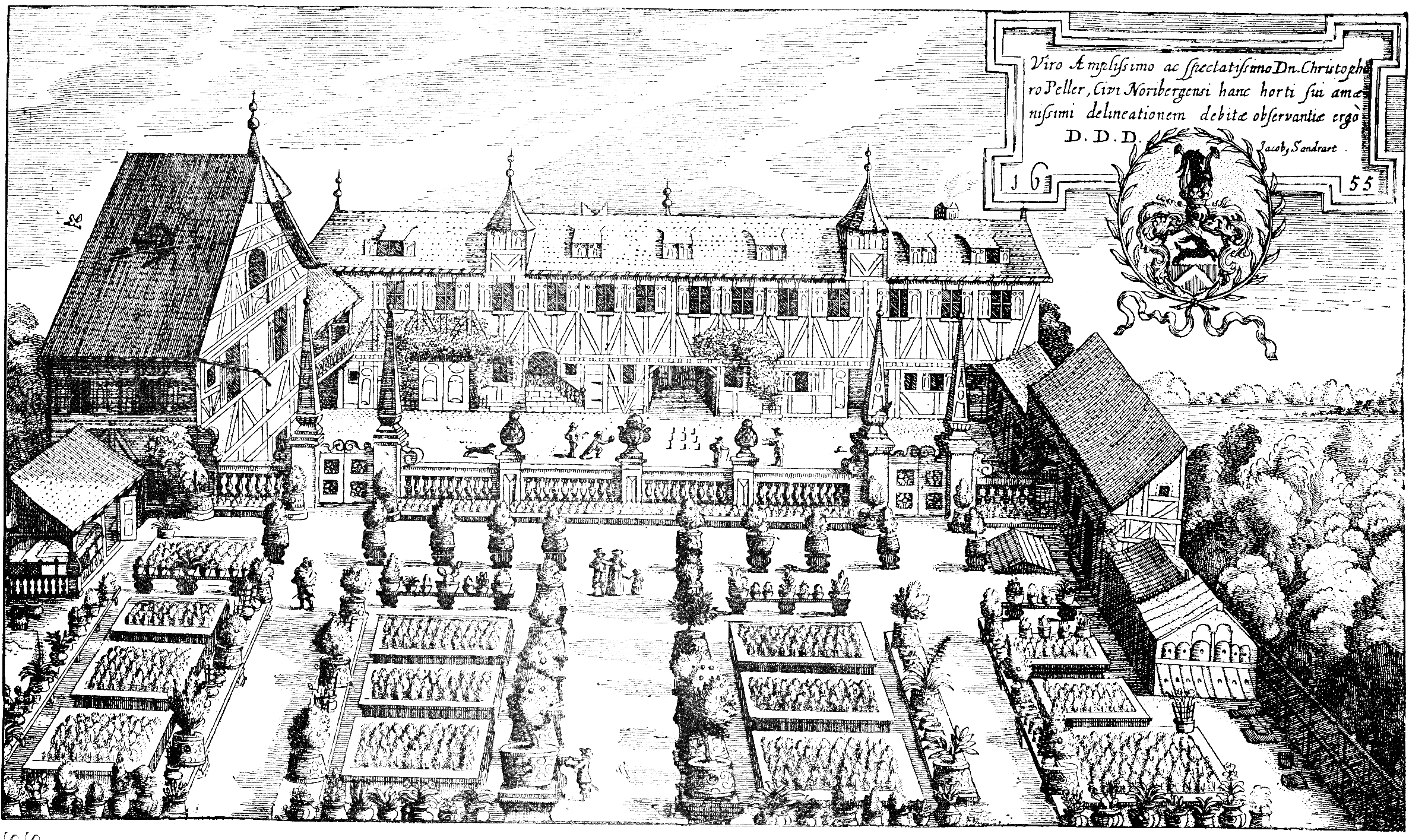
Ein Bürgergarten der Renaissance: Der Hof des Nürnberger Patriziers Christoph Peller. Kupferstich von Jacob von Sandrart, 1655
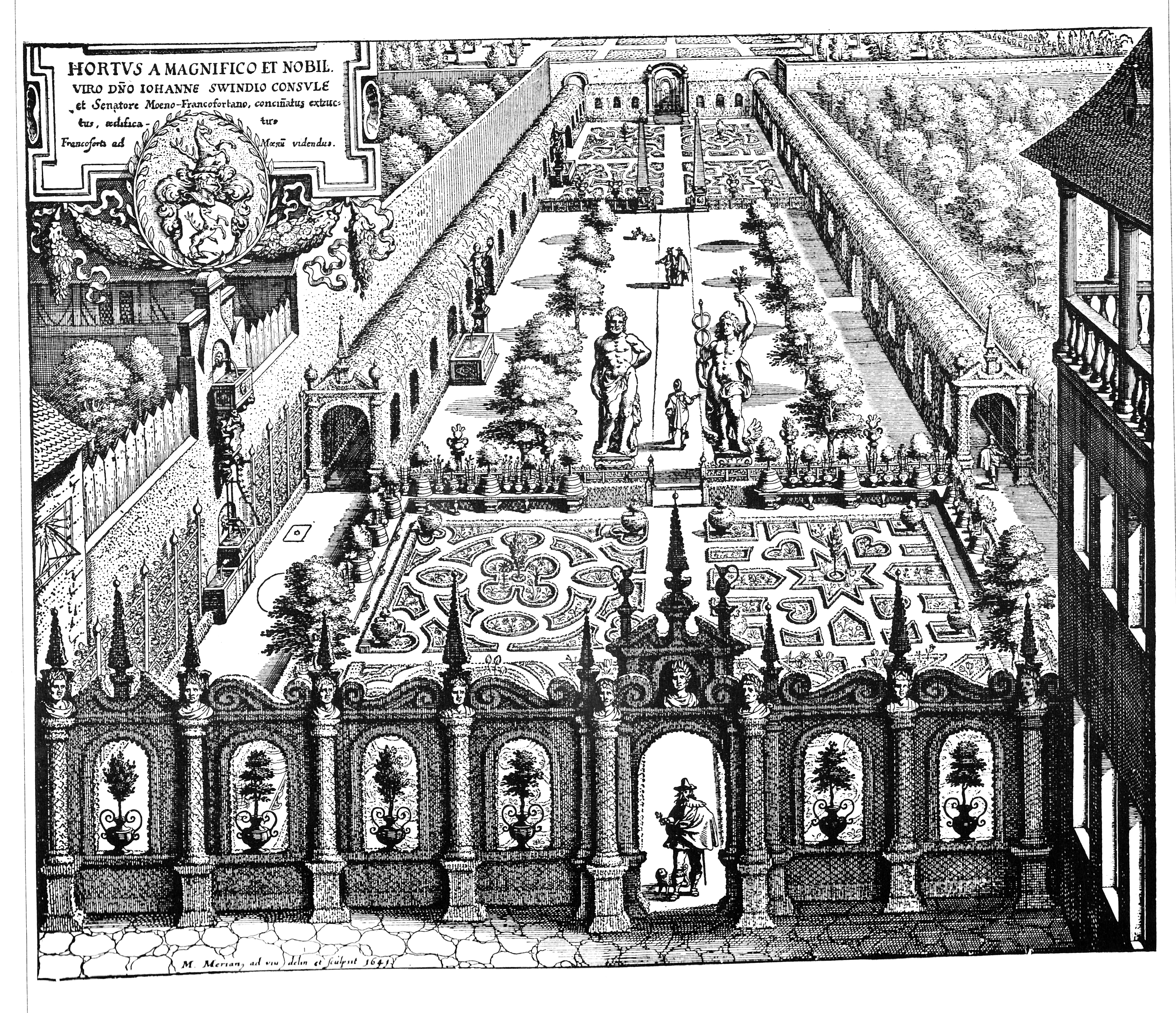
Nach italienischen Vorbildern: Der Garten des Frankfurter Bürgermeisters Johannes Schwindt. Kupferstich von Matthäus Merian, 1641
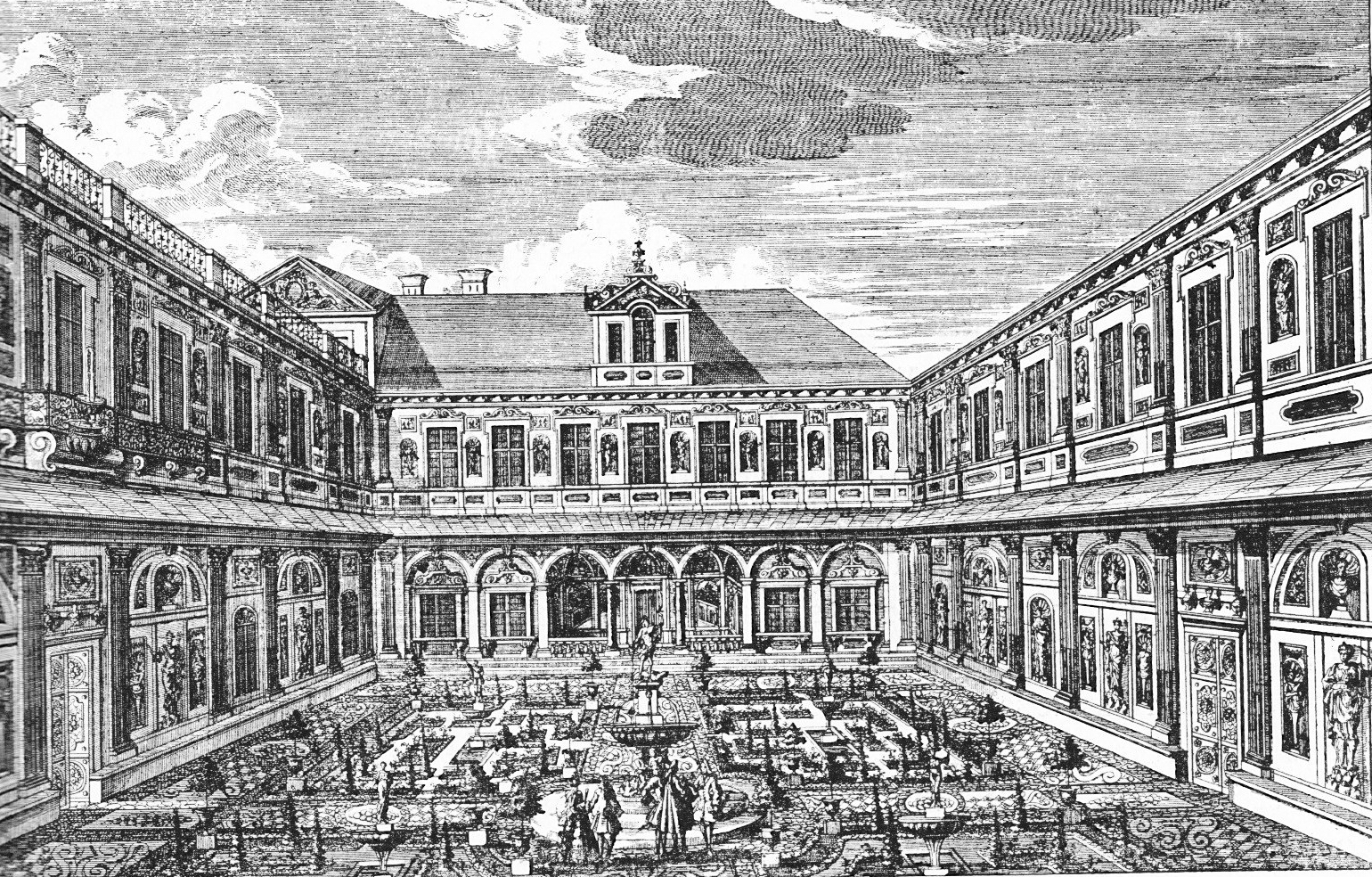
Der Grottenhof in der Münchener Residenz, erbaut um 1610. Kupferstich von Johann Adam Delsenbach, um 1720
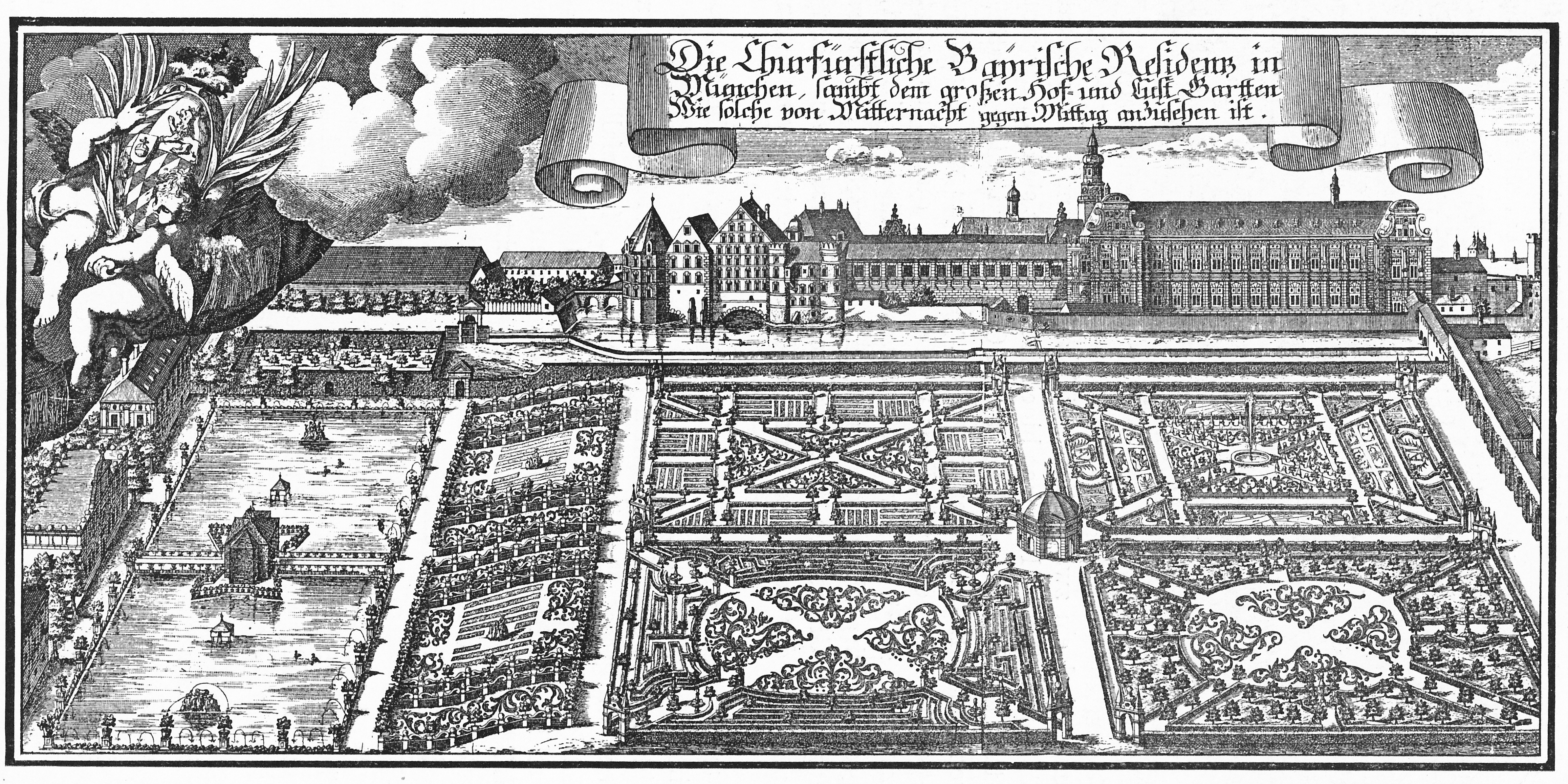
Hofgarten der Münchener Residenz, angelegt 1613–1617. Kupferstich von Michael Wening, 1701
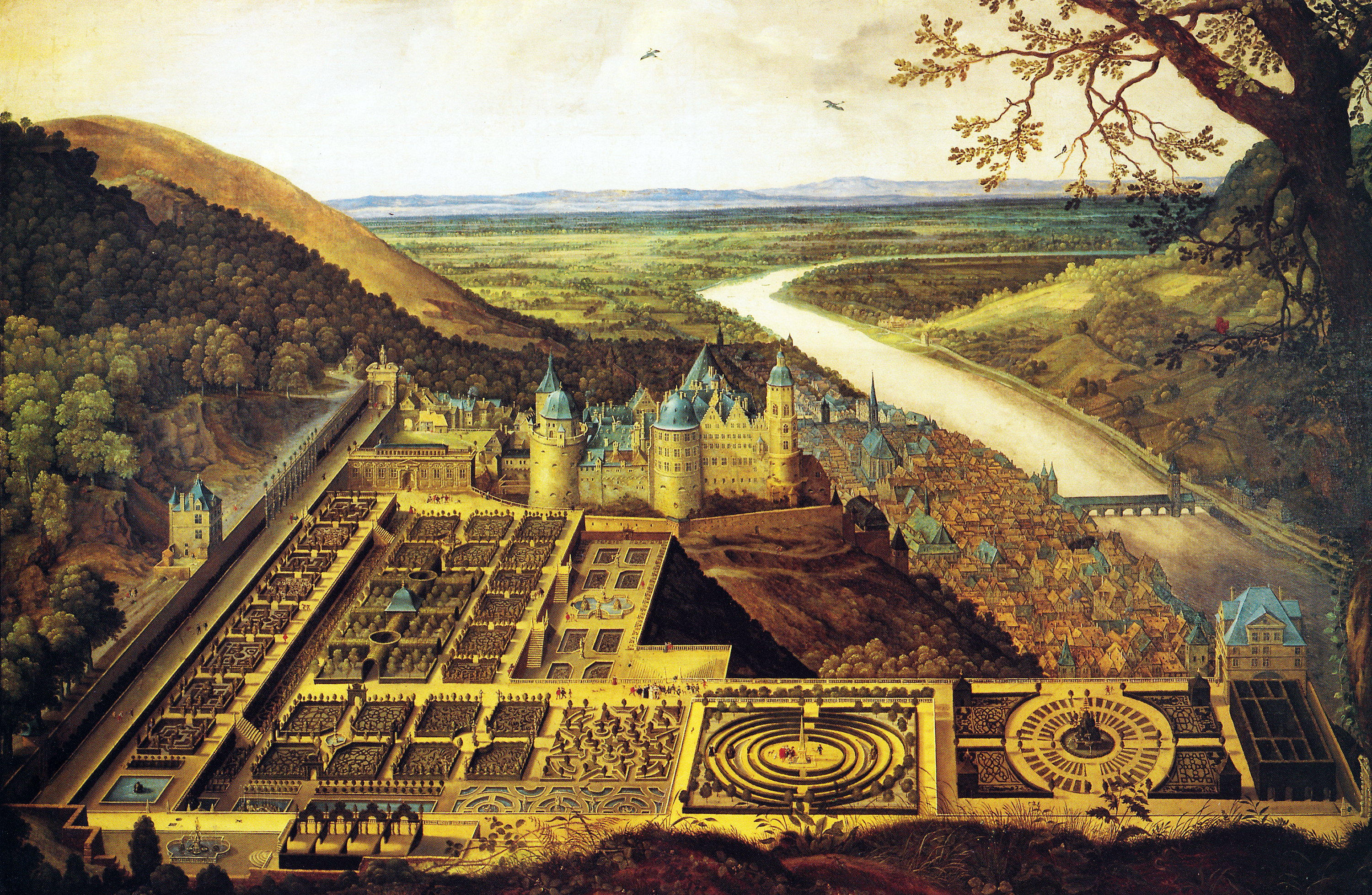
Hortus Palatinus und Heidelberger Schloss, Idealansicht von Jacques Fouquières, Kurpfälzisches Museum Heidelberg
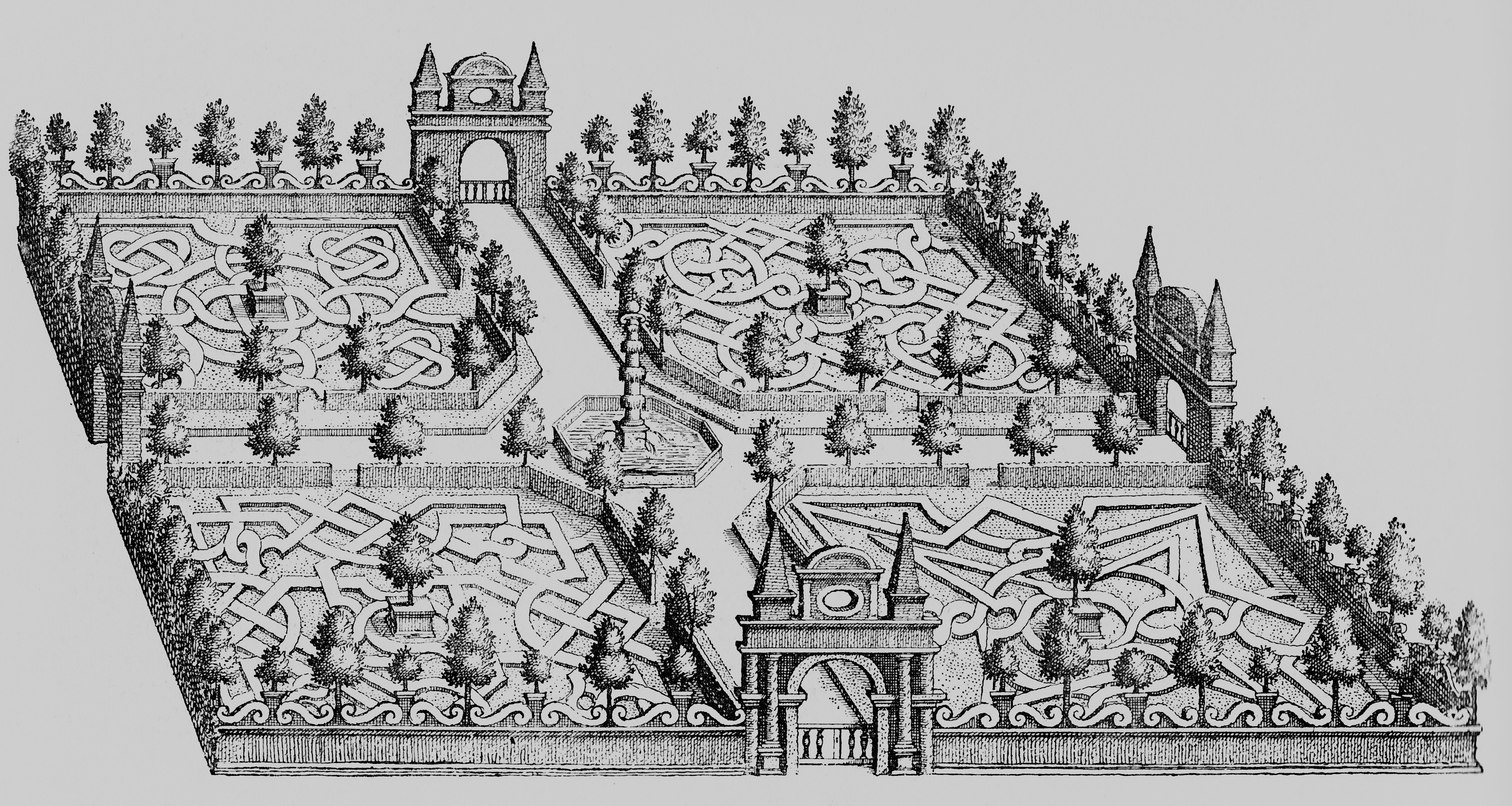
Zierbeete mit Knotenornament aus der Stichpublikation zum Hortus Palatinus von Salomon de Caus, 1620

#### Barocke Gärten und Rokokogärten
Über barocke Gärten und Rokokogärten, auch die deutschen, informiert der Hauptartikel Barockgarten, dort ferner eine Liste mit Links zu einzelnen Barockgärten in Deutschland.

#### Landschaftsgarten
Die ersten Landschaftsgärten kamen in Deutschland erst auf, als in England bereits ihre romantisch-sentimentale Spätphase begonnen hatte und orientierten sich anfänglich vorrangig an diesem Stil. Der wohl erste Englische Park wurde vom Baron Otto von Münchhausen in Schwöbber bei Hameln a. d. Weser 1750 angelegt; dann folgte Jobst Anton von Hinübers Englischer Garten in Marienwerder bei Hannover, 1765 der beide übertreffende Park zu Harbke bei Helmstedt, Besitzung des Grafen Friedrich August von Veltheim. Letzterer besteht noch und enthält die ältesten nordamerikanischen Bäume in Deutschland, besonders Eichen.
1768 wurde im Auftrag des anglophilen Fürsten von Anhalt-Dessau, Leopold III. Friedrich Franz der Park von Wörlitz von Johann Gottlieb Schoch und Johann Christian Neumark in chinesisch-englischer Manier angelegt. In ihm finden sich neben der ersten deutschen Eisenbrücke und dem ersten außerhalb von England gebauten neo-gotischen Gartengebäude auch ein künstlicher Vulkan, der mittels Feuerwerkskörpern zum Ausbruch gebracht werden konnte. Ein gartentheoretischer Vorkämpfer für den landschaftlichen Gartenstil war Christian Cay Lorenz Hirschfeld, Professor in Kiel.
Für die Entwicklung des natürlichen Gartenstils in Deutschland hat in der zweiten Hälfte des vorigen Jahrhunderts Weimar einen großen Einfluss ausgeübt. Johann Wolfgang Goethe, der Begründer einer neuen Richtung in der botanischen Wissenschaft, der Morphologie der Pflanzen, gab hier den Impuls. Mit seinem fürstlichen Freund, dem späteren Großherzog Karl August, wandelte er die Gegend an der Ilm im Süden der Stadt in einen Park (Park an der Ilm) um, der noch heute, in durch den Fürsten Hermann von Pückler-Muskau veränderter Form, besteht.
Der Begründer des Englischen Gartens der klassischen Phase in Deutschland war Friedrich Ludwig Sckell in München, der den dortigen Englischen Garten und in Schloss Nymphenburg schuf. Peter Joseph Lenné schuf mit seinem Schüler und Gehilfen Gustav Meyer Charlottenhof und verschiedene neue Anlagen bei Sanssouci. Allein schuf er viele städtische Anlagen in Berlin.

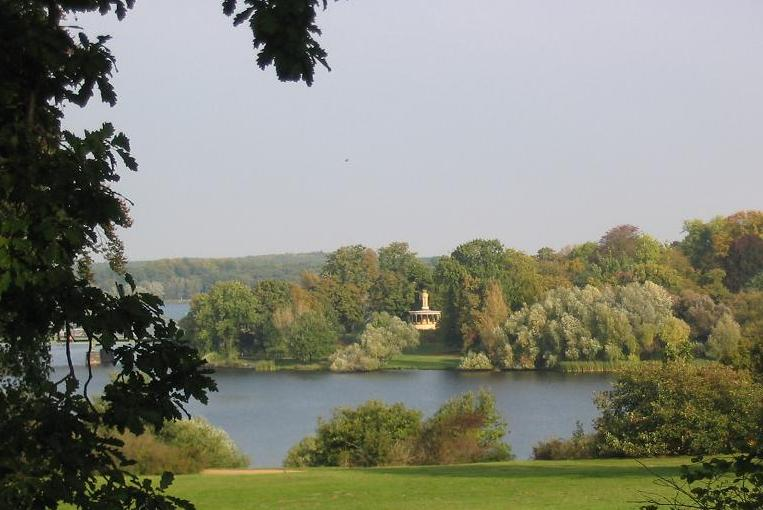
Blick vom Park Babelsberg zum Park Glienicke in Berlin

Ein Gartenkünstler von besonderer Bedeutung war des Weiteren Fürst Hermann von Pückler-Muskau, der um die Residenz seiner Standesherrschaft Muskau herum, später bei Branitz noch heute berühmte Landschaftsgärten gestaltete. Er verfasste eines der wichtigsten gartentheoretischen Schriften seiner Zeit in Deutschland, die Andeutungen über Landschaftsgärtnerei. Sein Muskauer Schüler, Eduard Petzold, wurde gleichfalls ein bedeutender Parkschöpfer: Park der deutschen Gesandtschaft in Sofia, Park von Philadelphia (USA), zahlreiche Gutsparks (z. B.: Altenstein). Glienicke, vom Prinzen Friedrich Karl von Preußen († 1883) angelegt, die Rheinanlagen der Kaiserin Augusta in Koblenz, die Insel Mainau im Bodensee, der Park von Babelsberg bei Potsdam, sind weitere bedeutende Landschaftsgärten.
Ende des 19. Jahrhunderts kamen in Deutschland so genannte Floragärten in Mode: prächtige und kunstvoll ausgeschmückte Einrichtungen mit Wintergärten, parkartige Anlagen, in denen Blumen eine bevorzugte Rolle eingeräumt ist, mit einem prachtvollen Blumenparterre, worin Teppichbeete vorherrschen, und zu welchem die schattigen Alleen und Parkteile nur den Rahmen bilden. Wasserkünste findet man in diesen Gärten nicht so häufig. Bedeutende Beispiele dieser Art Gärten sind der Palmengarten in Frankfurt am Main, die Flora in Köln und die Flora in Berlin-Charlottenburg, Letztere mit einem Palmenhaus, Ersterer mit Blumenparterres, die Flora von Köln mit einer Gärtnerlehranstalt verbunden.

#### 19. Jahrhundert
Um 1850 setzte sich der Gemischte Stil der Lenné-Meyer-Schule durch. Protagonisten waren die preußischen Gartenarchitekten Peter Joseph Lenné und Gustav Meyer. Dieser neue Gartenstil orientierte sich an den Gestaltungsprinzipien der Renaissance, des Barock und Rokoko. Er hatte seinen Ursprung in dem Verlangen nach bewohnbaren Gartenbezirken. Im Spannungsverhältnis dazu entstand die Rückbesinnung auf Nutzgartenformen nach dem Vorbild historischer Bauern- und Klostergärten. Formal strukturierte Gärten wurden mit Landschaftsgärten kombiniert, wo sich regelmäßige und unregelmäßige Bereiche vereinigten.

## 20. Jahrhundert

Edwardian Garden in Hestercombe Gardens von Gertrude Jekyll und Edwin Lutyens 1904–08
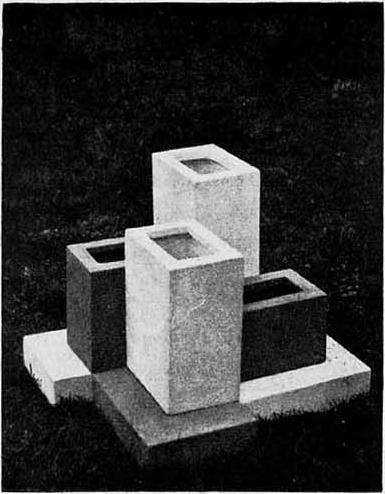
Theo van Doesburg: Gartenskulptur von 1919 – das graue Gefäß sollte auf einer Rasenfläche aufgestellt und mit roten, gelben, blauen und weißen Blumen bestückt werden.
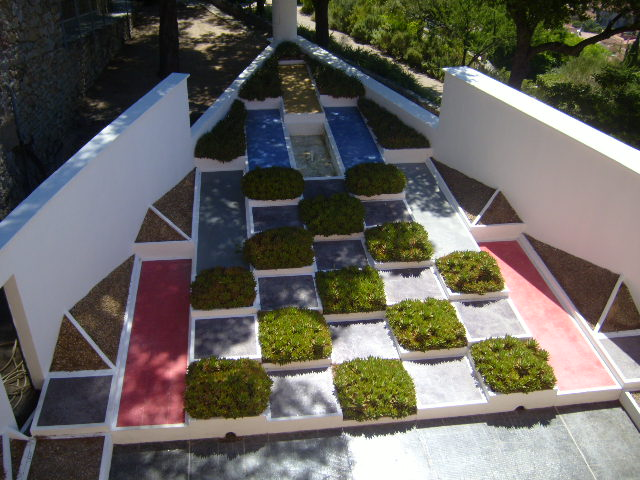
Garten der Villa Noailles in Hyeres (1925)
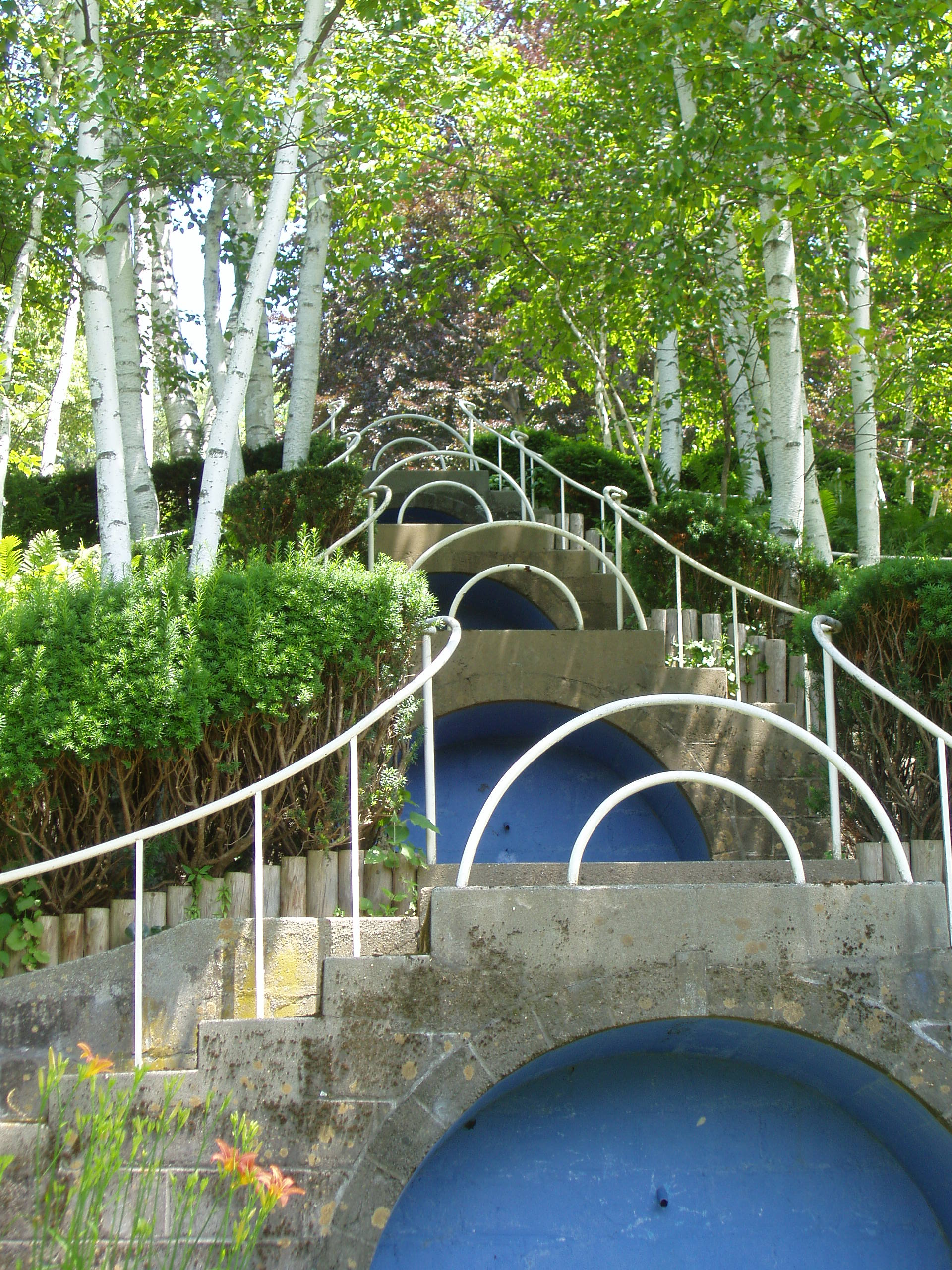
Fletcher Steele: Naumkeag (USA), fertiggestellt 1938
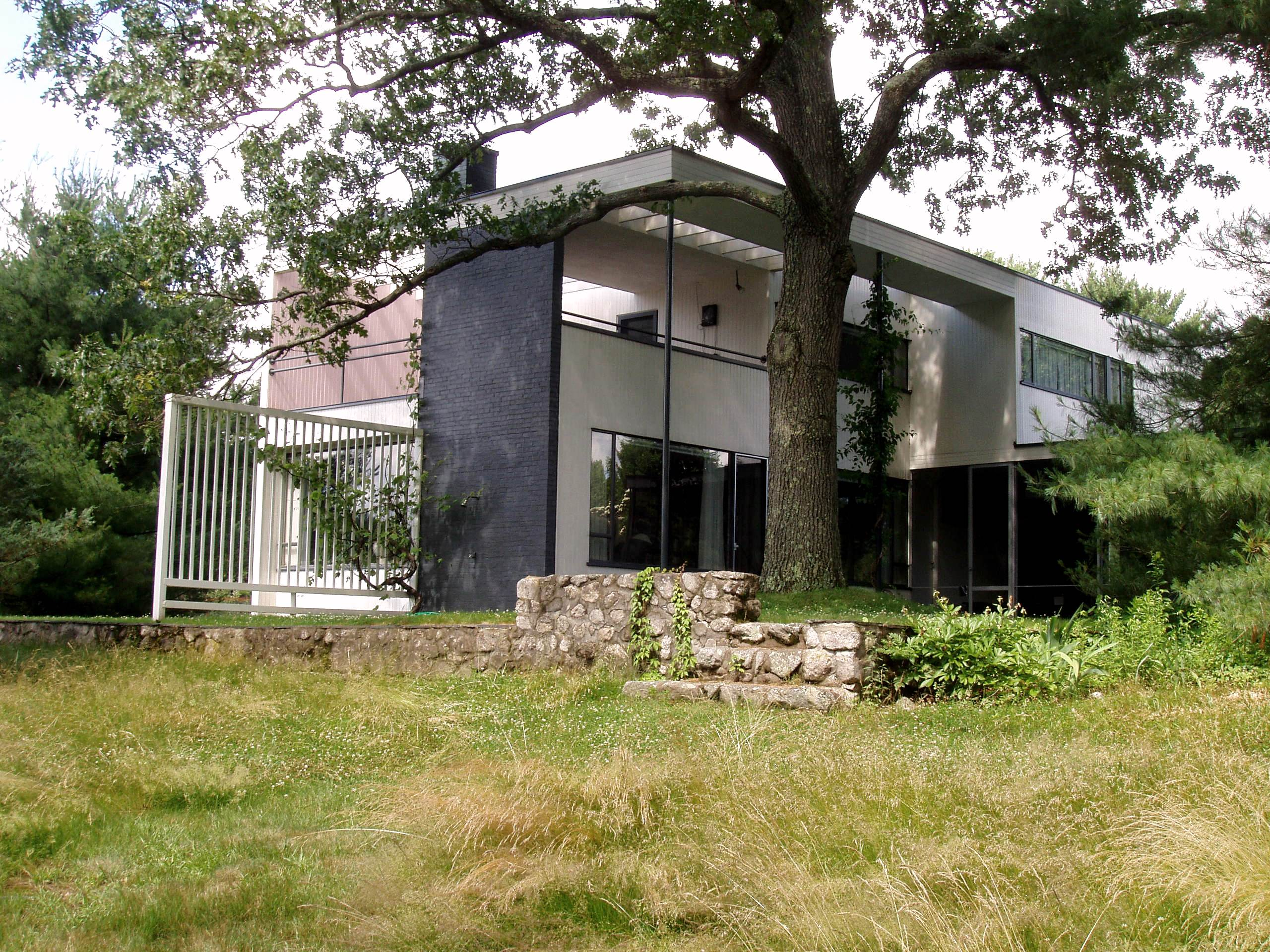
Walter Gropius
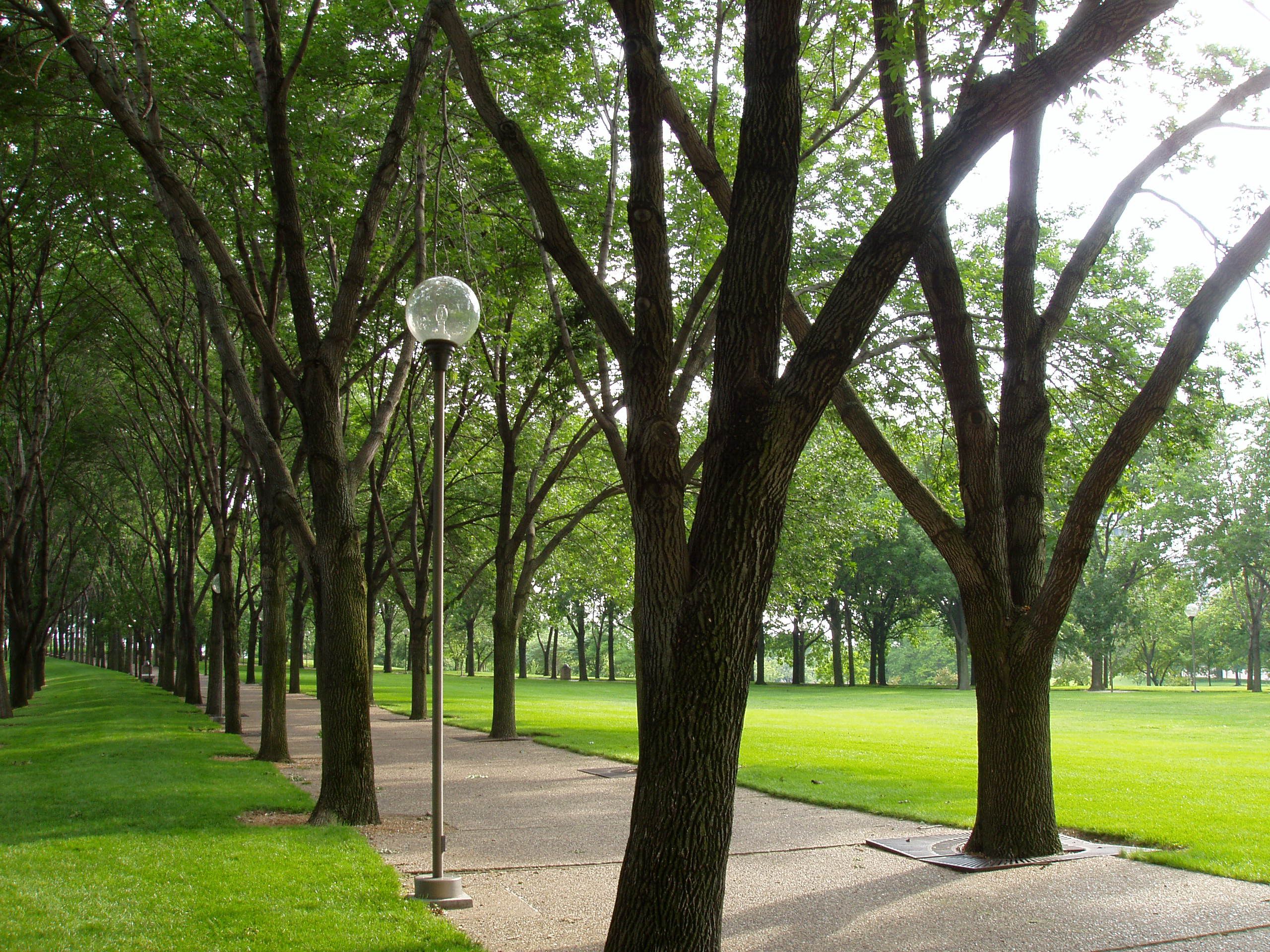
Dan Kiley (USA)
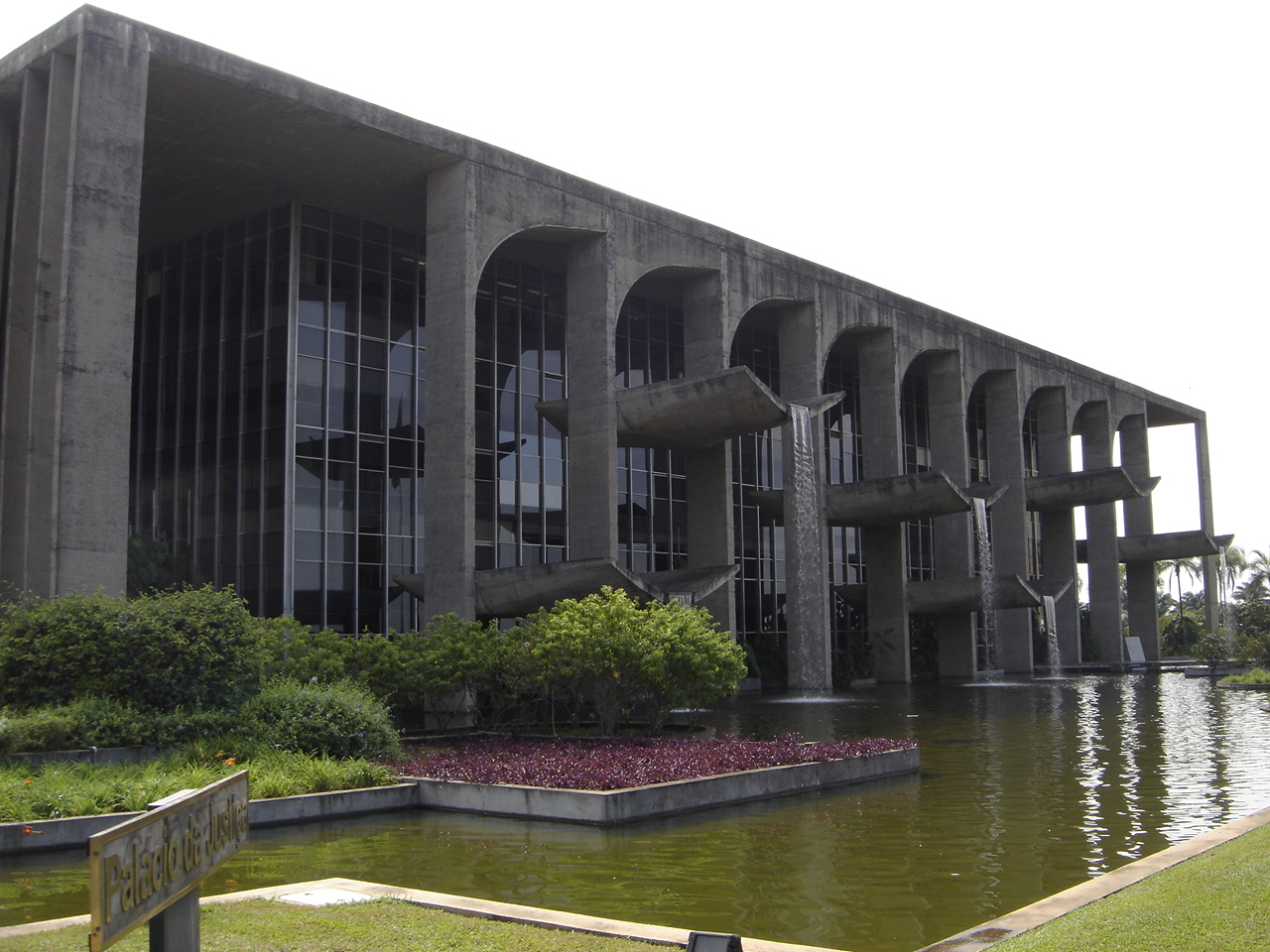
Roberto Burle Marx: Freiraumgestaltung in Brasilia (Brasilien)
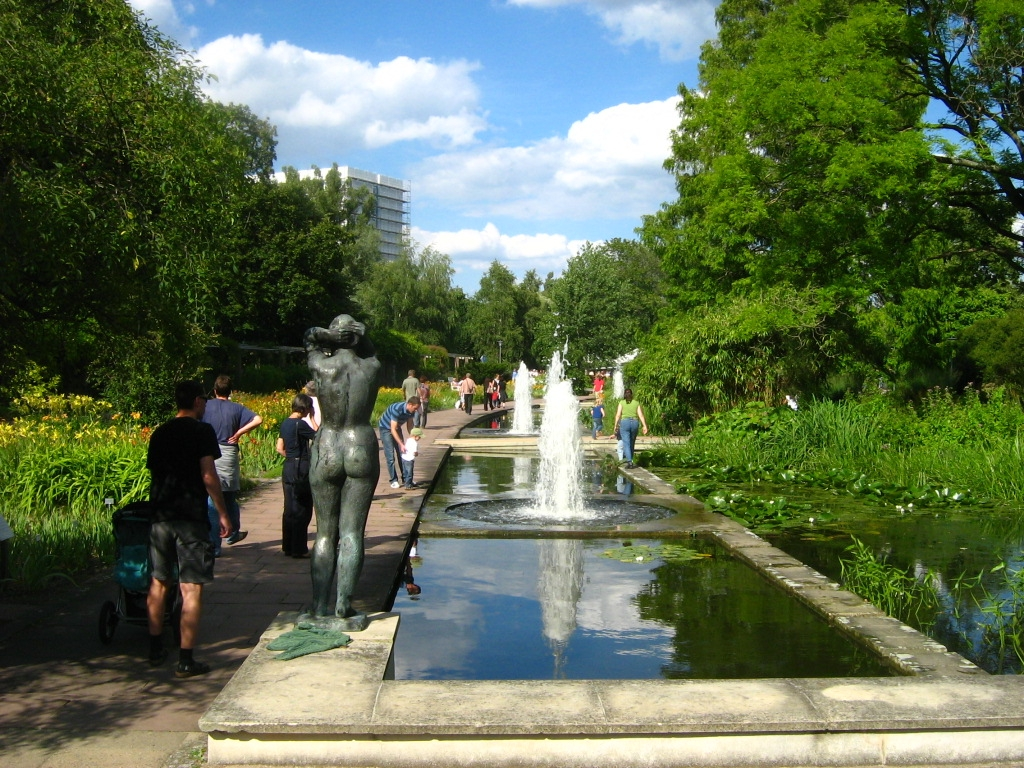
Wassergarten auf der Freundschaftsinsel in Potsdam, Anfang der 1950er angelegt

## Heutige Gartenkunst

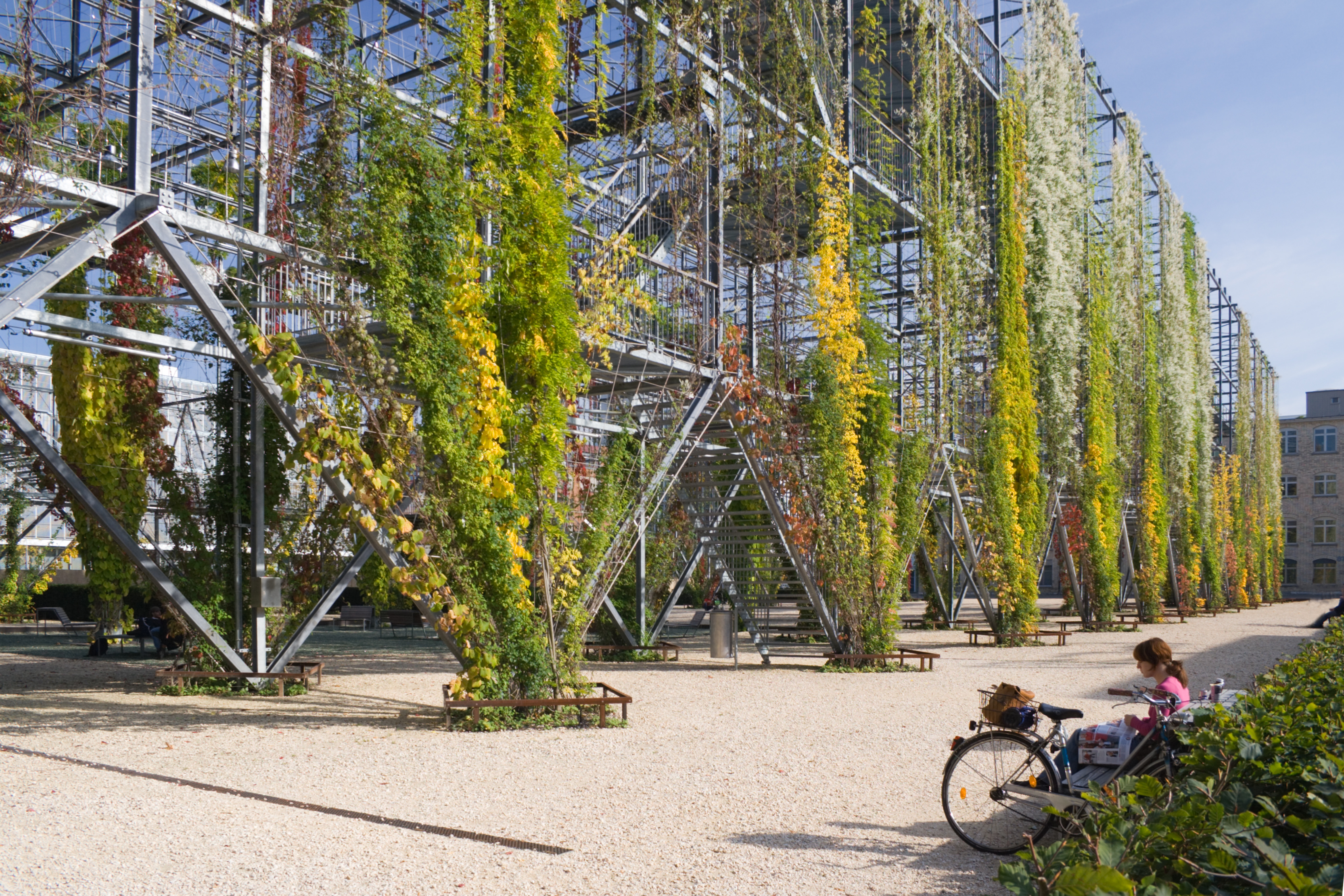
MFO-Park Oerlikon

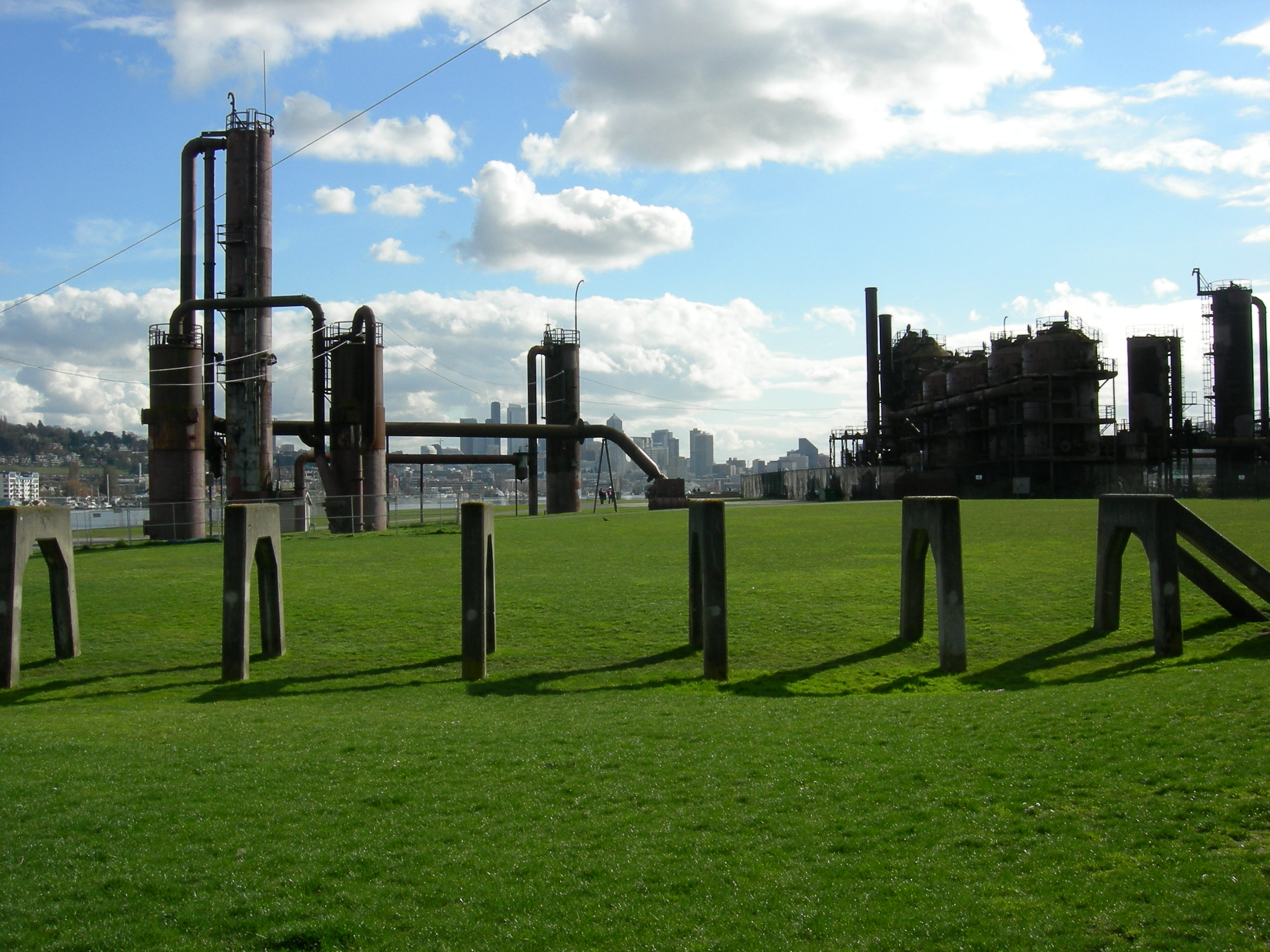
Gas Works Park in Seattle von Richard Haag, eröffnet 1975

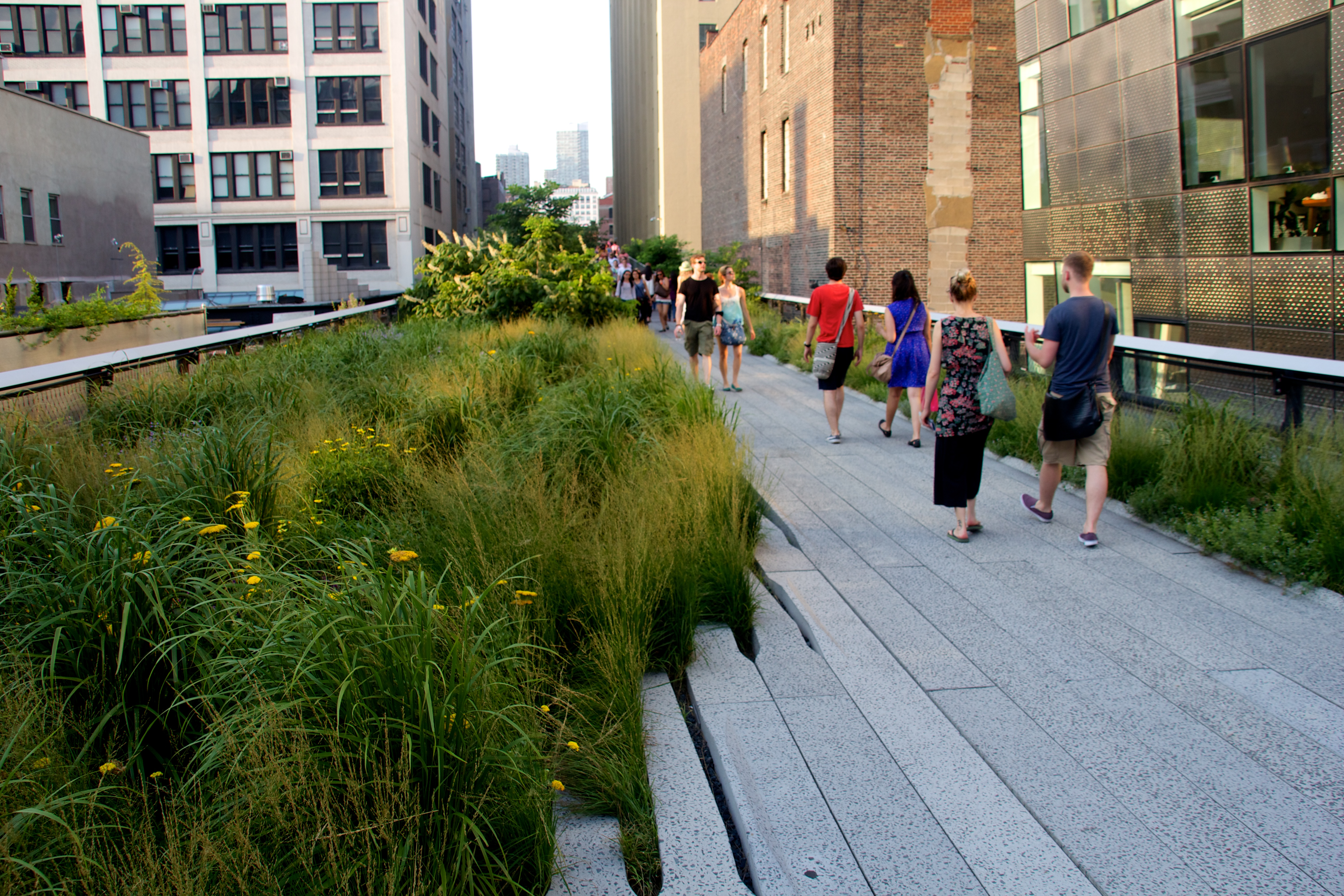
High-Line-Park in New York, 2006–2014

Auch im 21. Jahrhundert werden neue Gärten und Parks entworfen, die heute jedoch bevorzugt als Werke der Landschaftsarchitektur bezeichnet werden, weil der Begriff Gartenkunst für Experten eher von historischer Bedeutung ist. Wichtige Impulse für die Landschaftsarchitektur am Ende des vergangenen Jahrhunderts gingen von der Avantgarde der Moderne aus. Ein wichtiges Projekt ist zum Beispiel der 1926 vom armenischen Künstler Gabriel Guévrékian (1900–1970) gestaltete Garten der Villa Noailles in Hyères. Einflussreich waren zudem die an abstrakte moderne Malerei erinnernden Arbeiten des Brasilianers Roberto Burle Marx, der u. a. den Copacabana-Beach Park entwarf, von Isamu Noguchi, der Ideen der Land Art vorwegnahm oder von Luis Barragán. Prägend waren die Gestaltungskonzepte von De Stijl und Bauhaus.
Die Vorstellungen zum Naturgarten bzw. wildem Garten u. a. von Karl Foerster, Mien Ruys, Piet Oudolf (New Wave Planting) oder James van Sweden sowie von Ian McHarg, Louis Le Roy bzw. Urs Schwarz haben Eingang in die zeitgenössische Landschaftsarchitektur und Gartengestaltung gefunden. Als Weiterentwicklung dieses Konzept kann man beispielsweise den Jardin en mouvement des französischen Landschaftsarchitekten Gilles Clément sehen.
Weiterhin wurden Ideen der Minimal Art als auch der Pop Art, z. B. von Martha Schwartz (USA) aufgegriffen. Der Parc de la Villette des Architekten Bernard Tschumi wurde nach dekonstruktivistischen Ideen gestaltet. Eine weitere viel beachtete Pariser Anlage ist der Parc André Citroën von Gilles Clément und Alain Provost.
Für die Olympiade 1992 ließ die Stadt Barcelona in den 1980er Jahren eine Reihe von Parkanlagen errichten, die international auf breites Fachinteresse stießen. Eine wichtige spanische Landschaftsarchitektin ist Bet Figueras. West 8 bzw. Adriaan Geuze sind bekannte Landschaftsarchitekten aus den Niederlanden. Jacques Wirtz aus Belgien arbeitet innovativ mit Formgehölzen. Der neue botanische Garten von Bordeaux, gestaltet durch Catherine Mosbach, ist ein jüngstes Beispiel ambitionierter europäischer Gartenkunst, wie auch der Ankar Park in Malmö von Stig L. Andersson.

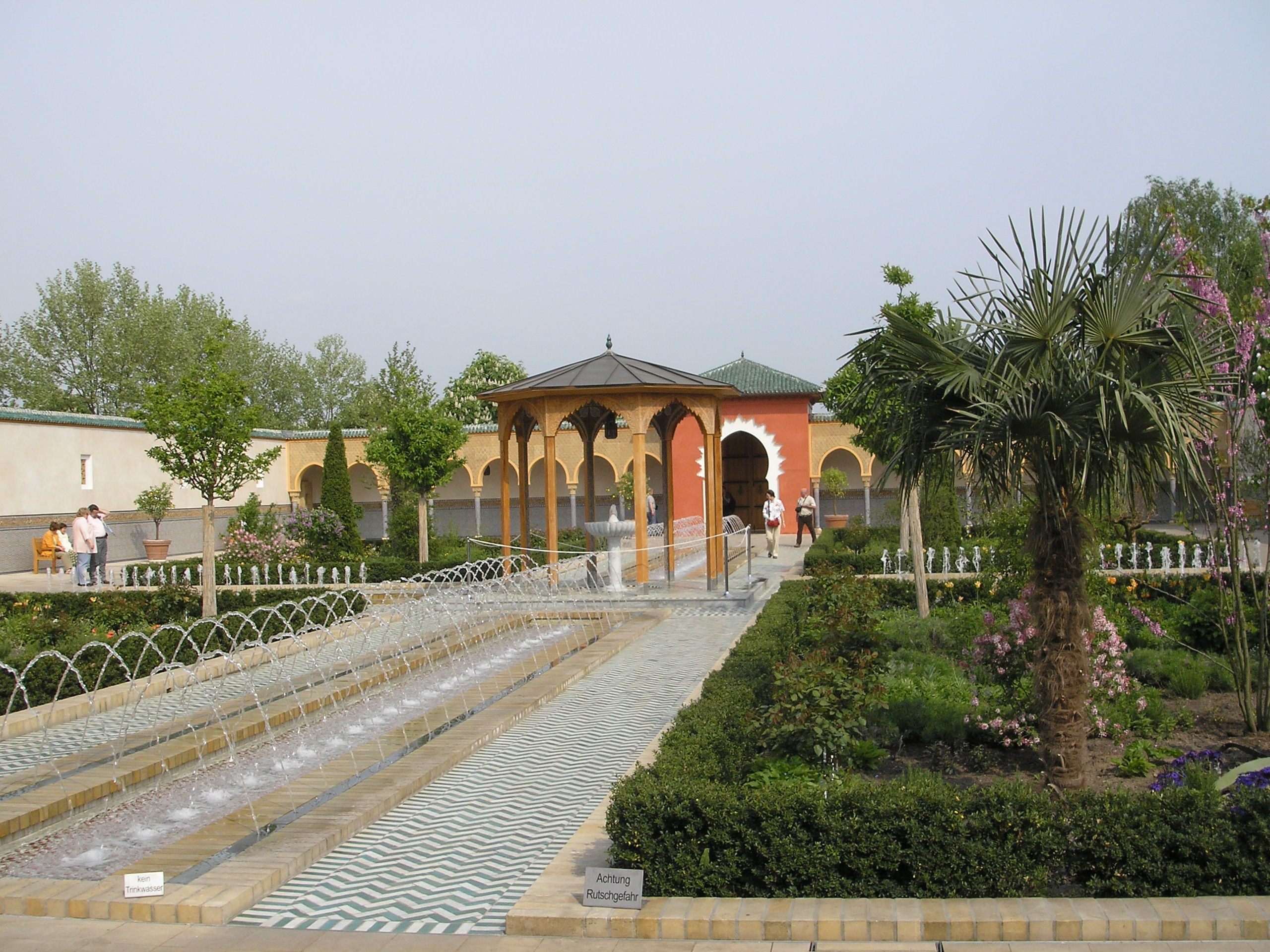
Garten der vier Ströme in den Gärten der Welt, Berlin

The Lost Gardens of Heligan (eine restaurierte alte Parkanlage) und das Eden Project, beide in Cornwall, sind zwei viel besuchte Projekte des Engländers Tim Smit. Heligan repräsentiert den Versuch, eine historische Gartenanlage komplett wiederherzustellen, gleichzeitig aber den Reiz des alten und „verlorenen“ nicht einzubüßen.
Ein neueres Thema der Landschaftsarchitektur ist die Nutzbarmachung ehemaliger Industrieflächen bei gleichzeitiger Bewahrung der wesentlichen historischen und identitätsbildenden Substanz des jeweiligen Ortes. Ein erfolgreiches Beispiel hierfür ist der Landschaftspark Duisburg-Nord.
Ein von Patrick Blanc neu entwickeltes System zur Versorgung der Pflanzen ermöglicht Fassadenbegrünung durch sogenannte vertikale Gärten, wie beispielsweise beim Musée du quai Branly in Paris.

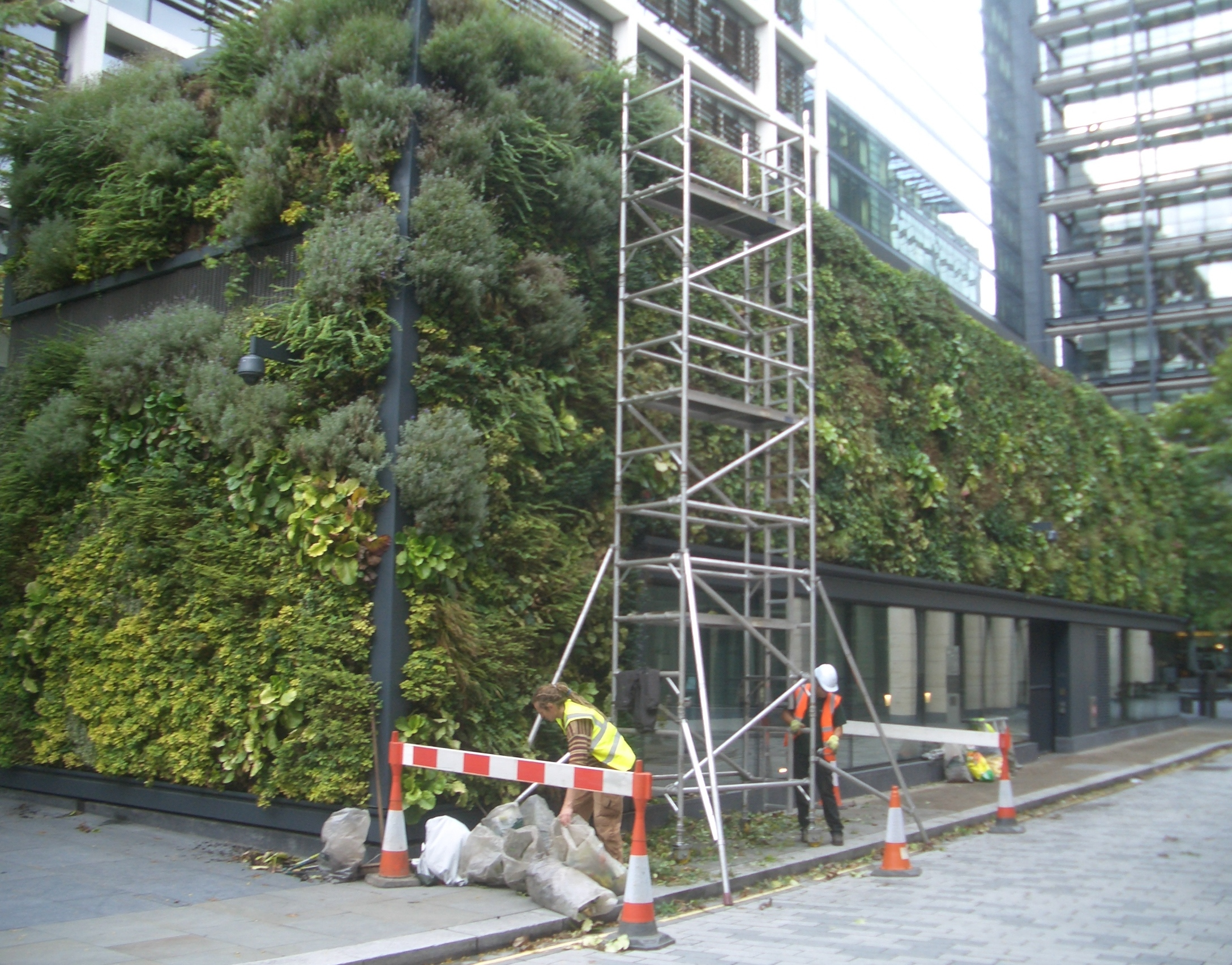
Grüne Wand, City of London

Seit der Jahrtausendwende sind Umweltschutz und Recycling auch zunehmend Thema der Gartengestaltung, und wiederverwendete Materialien (oder deren Nachahmungen) werden in Gärten eingebaut.

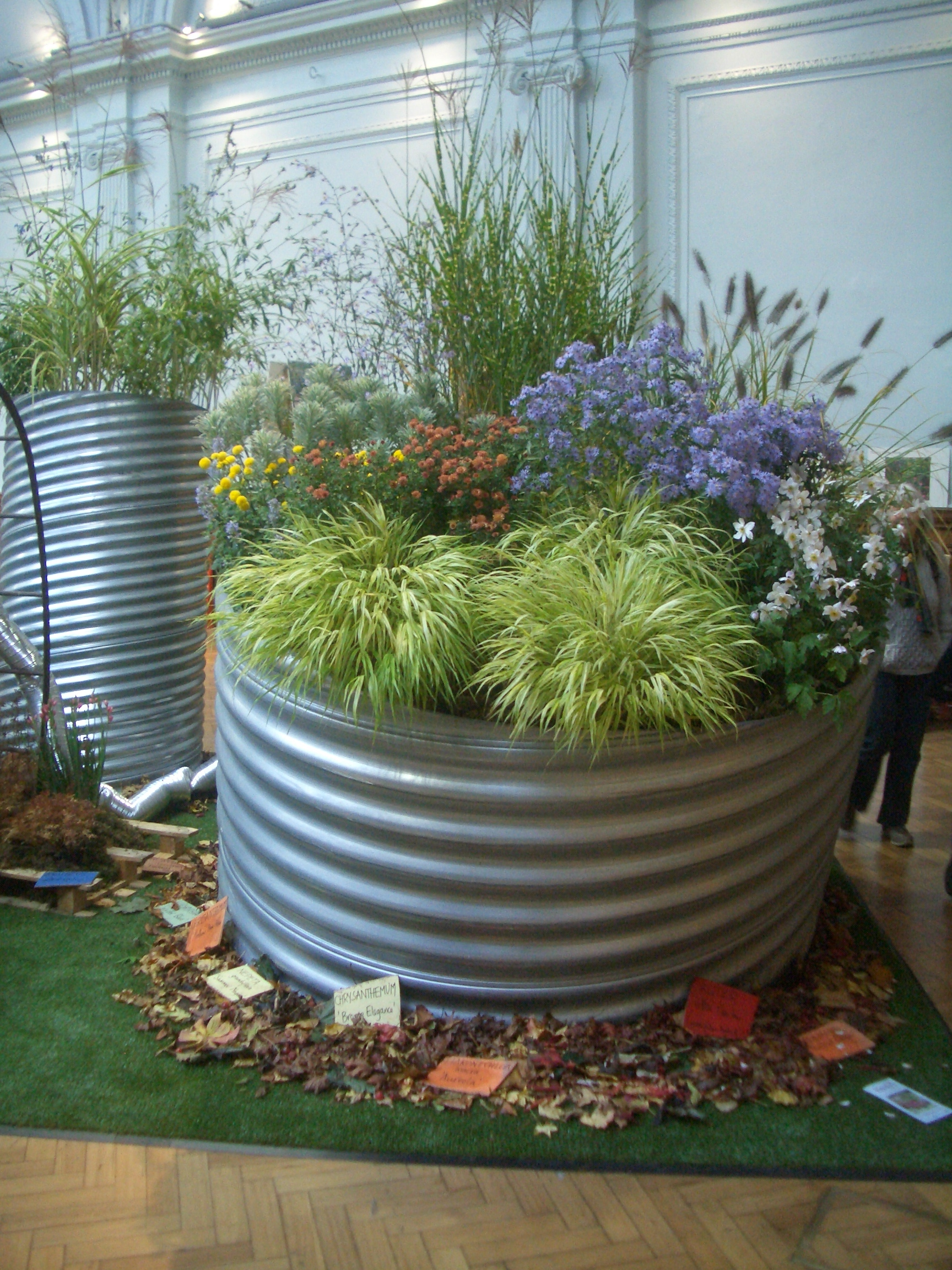
RHS-Autumn Fair, Lindley Hall London 2013, Teile des Cloudy Bay Discovery Gardens als Teil des Oxo Tower Remix Garden Projektes

## Rezeption
- April bis Juli 2016: Garten KUNST. Gestaltete Natur zwischen Wissenschaft, Nutzen und Genuss. Kustodie/Kunstsammlung der Universität Leipzig.[75]